# Édouard Manet
Édouard Manet (n. 23 ianuarie 1832, Paris, Île-de-France, Franța – d. 30 aprilie 1883, Paris, Île-de-France, Franța) a fost un pictor francez, precursor al impresionismului. Plecând de la izvorul tradițiilor marilor maeștri, Manet a fost în măsură să lege sugestiile vremurilor vechi cu elementele moderne, fapt pentru care i s-a spus "pictor al zilelor noastre" (Charles Beaudelaire).
Creațiile sale au stârnit scandal și indignare, cu toate că Manet n-a dorit niciodată să provoace pe nimeni, a dorit numai să schimbe pictura și s-o reînnoiască. Manet a fost ultimul pictor clasic și totodată primul pictor modern. Tablourile lui uimesc și astăzi și ne trezesc interesul, reprezentând astfel o parte incontestabilă a picturii universale.

## Viața și opera

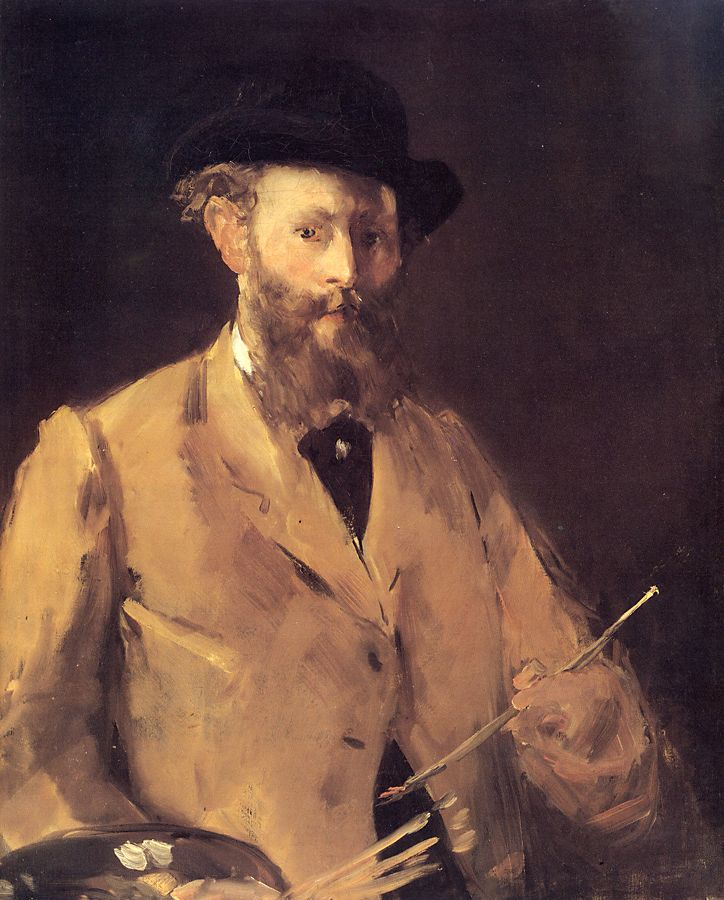
Édouard Manet: Autoportret cu paletă, cca. 1879

Édouard Manet s-a născut la 23 ianuarie 1832 în Paris. Tatăl său, Auguste Manet, fost diplomat, era funcționar ministerial de rang înalt, iar mama, Eugenie Fournier, provenea, de asemenea, dintr-o familie selectă. Manet își începe studiile în 1842 la gimnaziul Rollin. Tatăl său îl consacră carierei juridice, însă unchiul său, Edmond Fournier, îi descoperă talentul artistic și îl sfătuiește să urmeze cursuri speciale de desen în cadrul gimnaziului. În 1848 își încheie studiile, se gândește să se dedice picturii, dar își descoperă și altă vocație: vrea să devină marinar. Nu este însă admis în "Școala Superioară de Marină", de aceea, în decembrie 1848, se îmbarcă la bordul vasului "Havre et Guadeloupe", pe post de cârmaci.Pe vasul care se îndrepta spre Rio de Janeiro desenează mult, pe membrii echipajului și peisaje marine.
În iunie 1849, după revenirea la Paris, tatăl său îi recunoaște talentul și îl sfătuiește să se înscrie la "École des Beaux-Arts". Manet însă, în locul metodelor rigide de învățământ ale Academiei, alege școala lui Thomas Couture. În ciuda metodelor liberale de predare ale școlii, Manet are deja ideile sale despre artă, se împotrivește tiparelor obișnuite acceptate până la el, solicită modelelor sale să se îmbrace, le așează în poziții naturale în locul ținutei alese și aranjate. Își desăvârșește tehnica picturală, copiind lucrările maeștrilor în muzeul Louvre. Un interes deosebit îi trezește Tiziano, Rubens, precum și Velázquez. Din pictura franceză, doi artiști sunt considerați înaintașii direcți ai picturii sale: Eugène Delacroix și Gustave Courbet.  În 1856, părăsește școala lui Couture. Călătorește mult, vizitează de mai multe ori muzeele olandeze, unde admiră în special picturile lui Franz Hals. În Italia, descoperă Veneția și Florența. Copiază tabloul lui Tiziano "Venus din Urbino". Acum se naște în el vestita temă a Olympiei, care va fi pictată zece ani mai târziu. Se întoarce în Franța, trecând prin Germania și Europa Centrală, vizitând muzeele din Praga, Viena, Dresda și München.

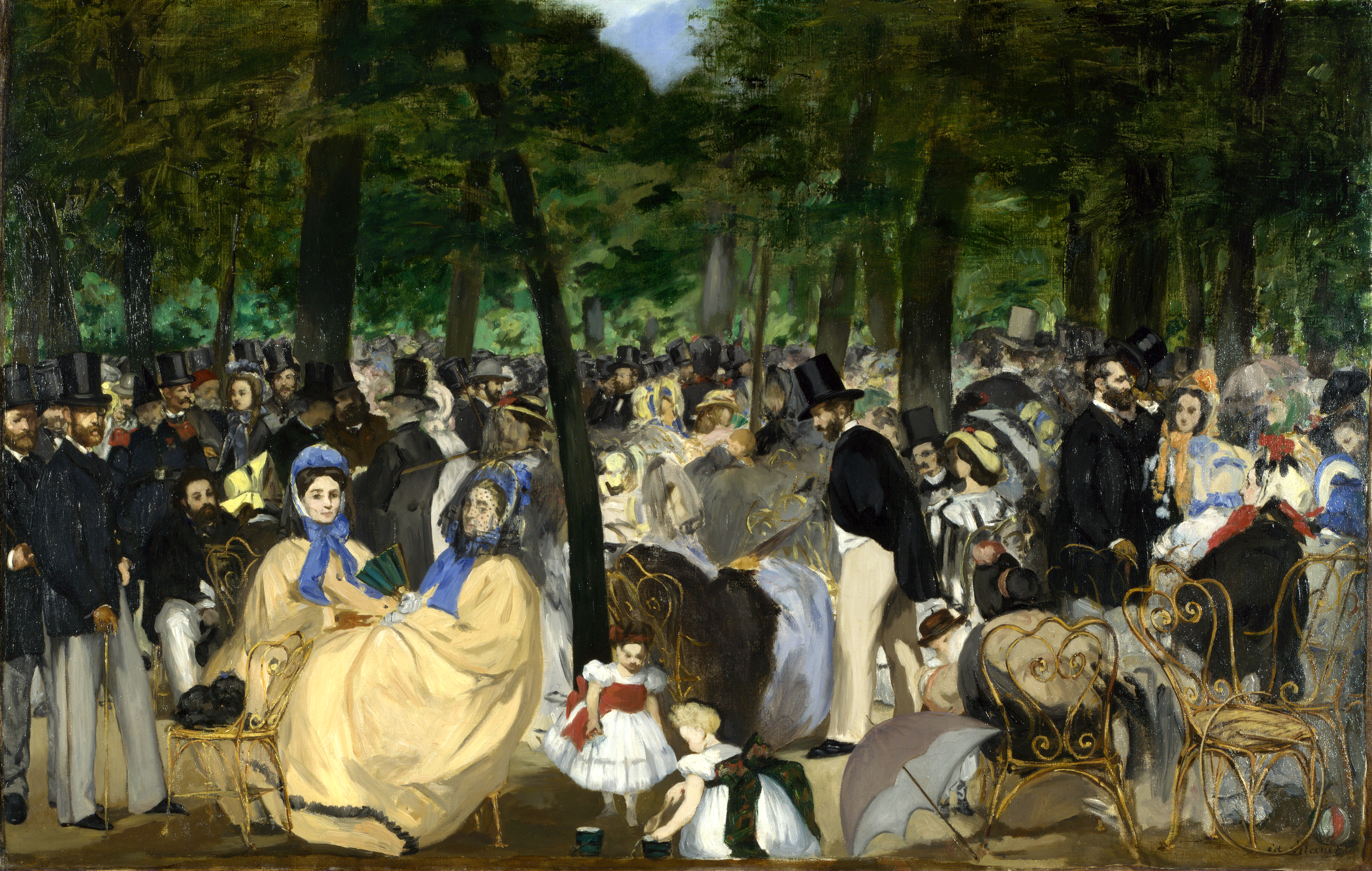
Concert în parcul Tuileries, 1862

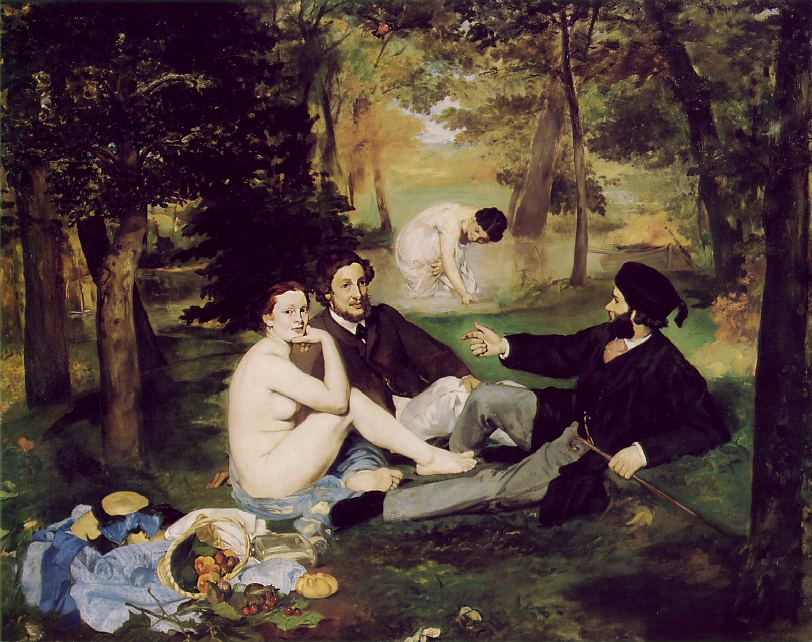
Dejunul pe iarbă, 1863

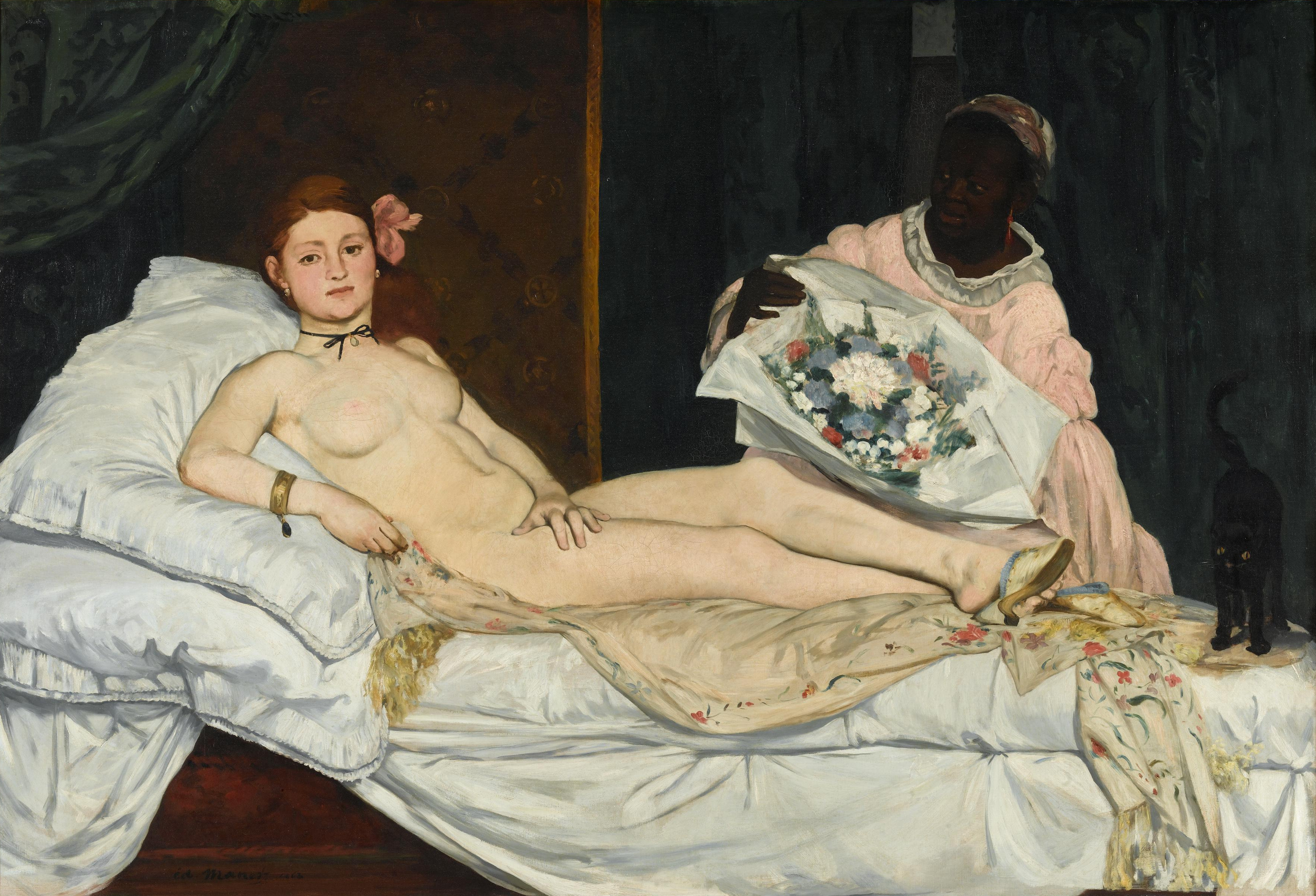
Olympia, 1863

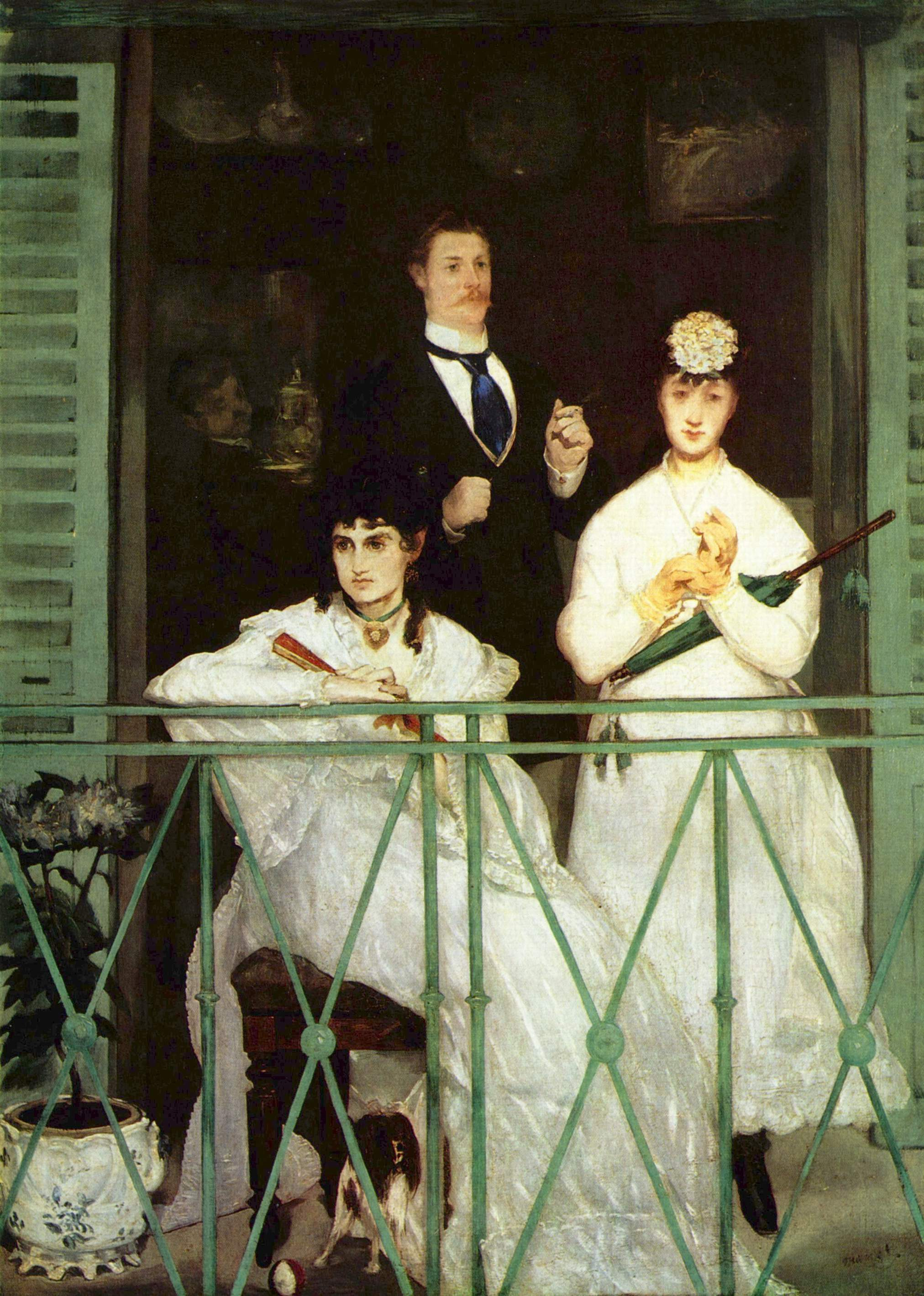
Pe balcon, 1868-1869

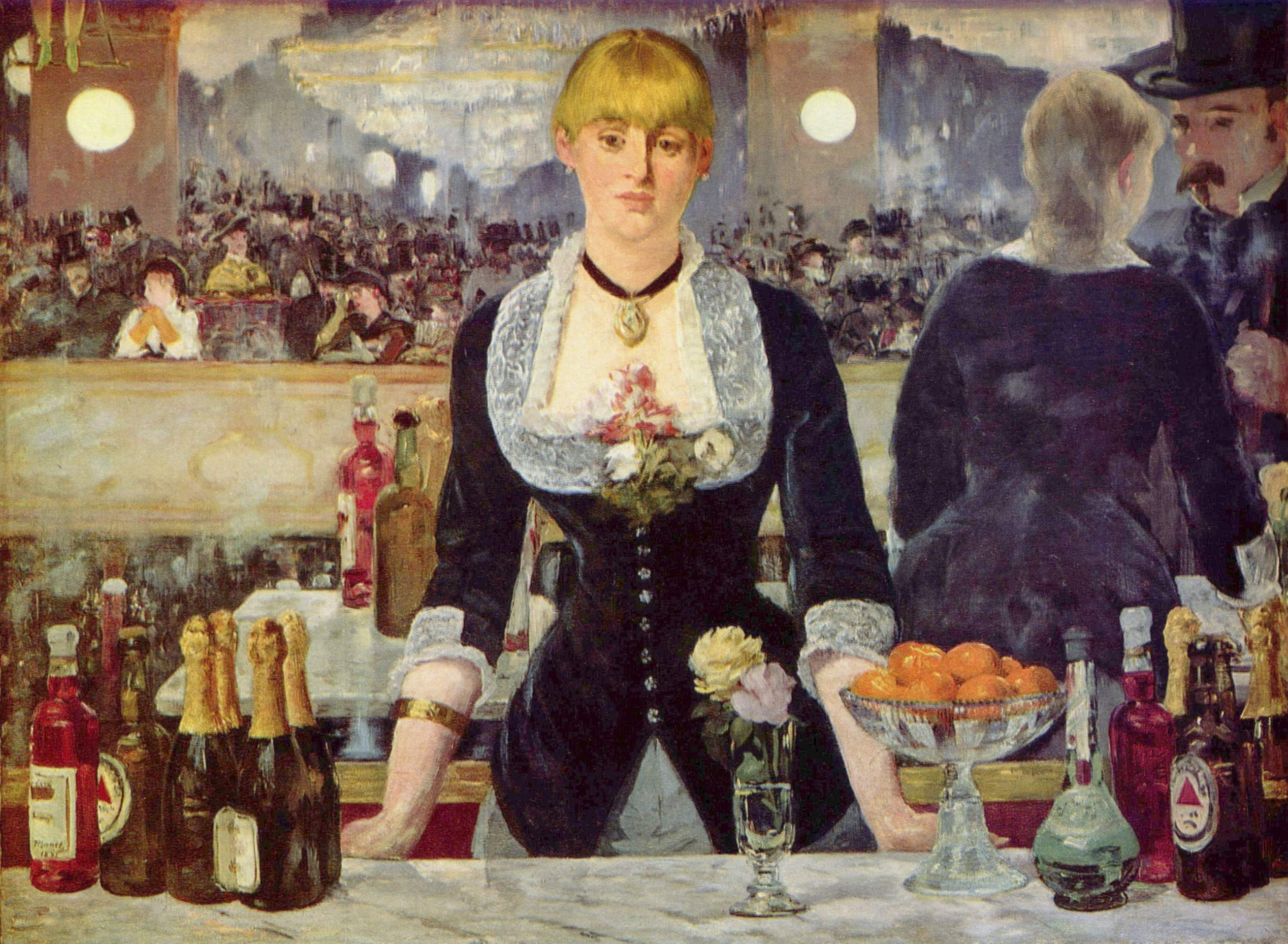
Bar la Folies-Bergère, 1881-1882

În 1859, se prezintă pentru prima dată la "Salonul Oficial" - expoziție organizată anual la Paris, unde tablourile sunt selecționate de un juriu select - cu tabloul "Băutorul de absint", o lucrare departe de tradițiile epocii ca temă și tehnică picturală. Cu excepția lui Delacroix, care făcea parte din juriu, trezește sentimente ostile și este refuzat. Doi ani mai târziu, în 1861, tabloul său "Cântărețul spaniol" este selecționat.
Vestit pentru eleganța sa, Manet frecventează concerte la modă, cafenele, parcuri. În aceste locuri își găsește inspirația pentru tablourile sale înfățișând viața pariziană. Unei astfel de seri i se datorează tabloul pictat în 1862, "Concert în parcul Tuilleries", în care putem recunoaște prietenii pictorului, printre care și pe Beaudelaire. Tema aleasă de Manet a fost surprinzătoare pentru acele timpuri, asemenea tablouri plein-air nu erau considerate artă adevărată, erau utilizate pentru ilustrarea revistelor și reportajelor. Criticii nu-și ascund dezaprobarea: "Pictura lui Manet supără ochiul, exact în același mod în care muzica falsă supără urechea", scria unul din aceștia. În 1863, trimite trei tablouri pentru Salon, unul dintre ele fiind "Dejunul pe iarbă", sunt și acestea respinse. Le expune atunci în "Salonul independenților", stârnind indignarea criticilor, care îl acuză de prost gust. Manet a acordat la alcătuirea operei "Dejunul pe iarbă" o mare importanță principiilor sale estetice. În primul rând, redă lumina de zi naturală. înfățișează nudul feminin într-o ambianță obișnuită, în contrast cu obiceiul epocii sale, care admitea reprezentarea nudului numai la evocarea temelor din mitologie. Publicul n-a înțeles esența operei, au găsit-o nerușinată și provocatoare. În 1865, se prezintă din nou la Salon, de data aceasta cu "Olympia". Și acest tablou primește o critică aspră și produce un scandal enorm, comentariile răutăcioase îl intitulează "femeie de harem cu burta galbenă". În această operă Manet dorește să-și arate mai expresiv stilul personal. Pictează o femeie concretă, din care vrea să creeze o Venus modernă, senzuală. Talentul pictorului este provocator, se oferă cu o forță care impune respect, de aceea nu este surprinzător că a șocat publicul. Totuși, asupra câtorva pictori tineri tabloul a avut un efect deosebit de mare, Cézanne își exprimă fără rezerve încântarea.
De acum încolo, Manet, care a fost atât de frecvent refuzat de Salon, se apropie de o altă grupare de pictori, care vor fi mai târziu impresioniștii. Claude Monet, Edgar Degas și Auguste Renoir admiră sincer talentul creatorului Olympiei. În 1867, pentru a ocoli respingerea care era de așteptat din partea juriului "Expoziției Mondiale din Paris", Manet închiriază un pavilion, unde prezintă cincizeci de tablouri. Deși admirator al noilor creații, Manet n-a participat niciodată la expozițiile impresioniștilor. A preferat să se lupte cu juriul Salonului, și în anii următori se impune și este din ce în ce mai des admis la vernisajele Salonului Oficial, dar își organizează expoziții și în atelierul propriu.
În septembrie, Manet suferă de reumatism și are durei foarte mari, ceea ce îl împiedică tot mai mult să lucreze. În această epocă realizează naturi statice și acuarele. În 1881 i se acordă Ordinul Legiunii de Onoare. Luptându-se permanent cu boala, Manet mai realizează un tablou de mari dimensiuni, "Bar la Folies-Bergère", primit de data aceasta cu mult entuziasm la Salonul Oficial. După opinia lui Manet, lumina este atât de unitară, încât este suficientă o nuanță, pentru a putea fi pictată. În tabloul "Bar la Folies-Bergère" lămpile electrice au fost pictate cu alb viu. Pictorul are o predilecție deosebită, aproape o brutalitate, de a trece de la culori foarte deschise la cele foarte închise. În opoziție cu impresioniștii, Manet nu folosește întrepătrunderile fine dintre nuanțe care nu pot fi văzute de aproape. După opinia lui, o asemenea elaborare migăloasă a culorilor slăbește caracterul decis al acestora. O bună ilustrare a acestei tehnici este faptul că pictorul a realizat marele candelabru printr-o suprapunere de culori.
La 30 aprilie 1883 se stinge din viață la Paris. După moarte sa, s-au făcut toate demersurile pentru ca Olympia să fie expusă în muzeul Louvre. Manet a învins, deoarece a intrat printre vechii maeștri și a rămas tot atât de actual ca și aceștia, ale căror tradiții le-a urmat, înscriindu-și pentru totdeauna numele în istoria artei.

## Galerie

Cântărețul spaniol, Metropolitan Museum of Art, 1860
Bătrânul muzician, National Gallery of Art, 1862
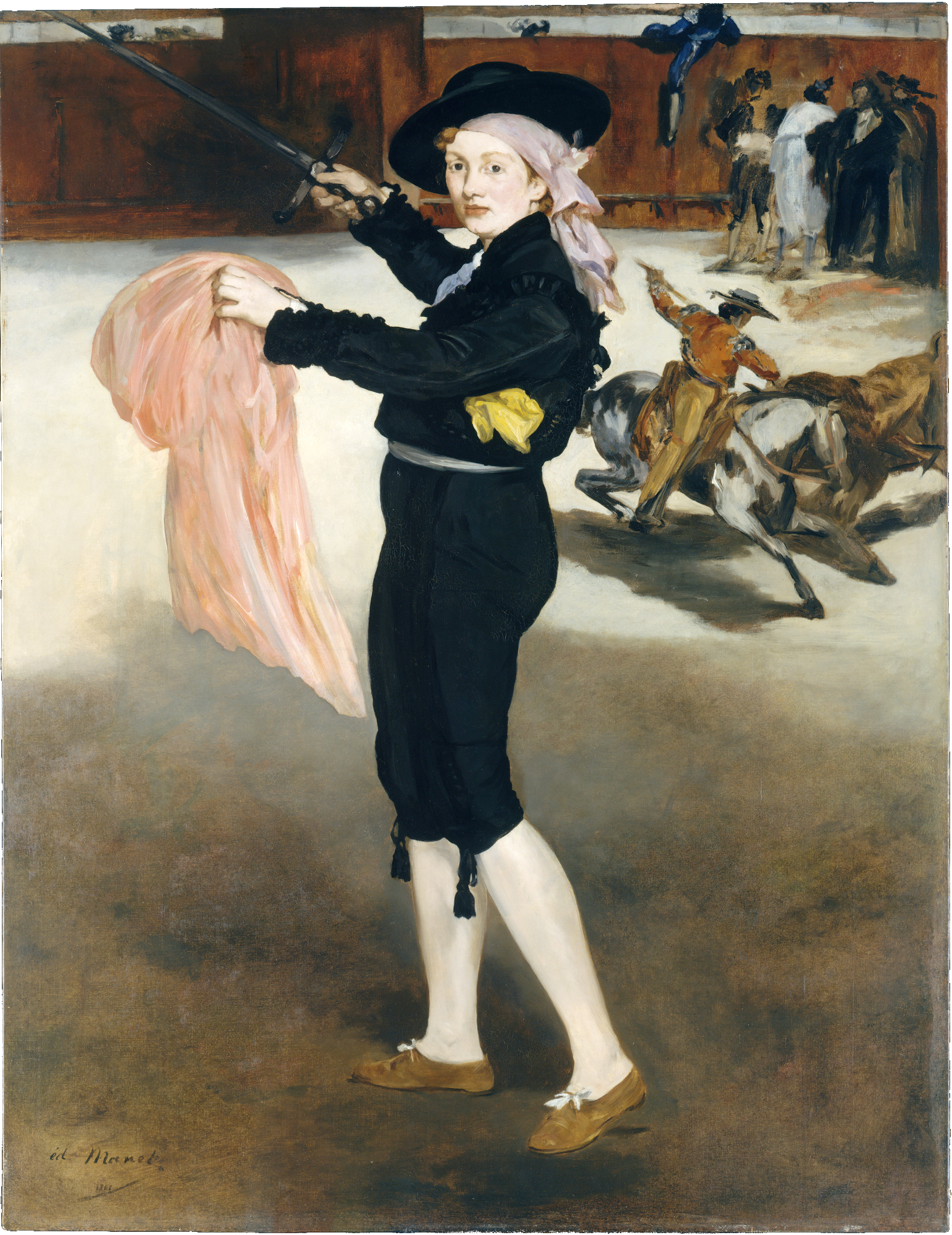
Mlle. Victorine in the Costume of a Matador, Metropolitan Museum of Art, 1862
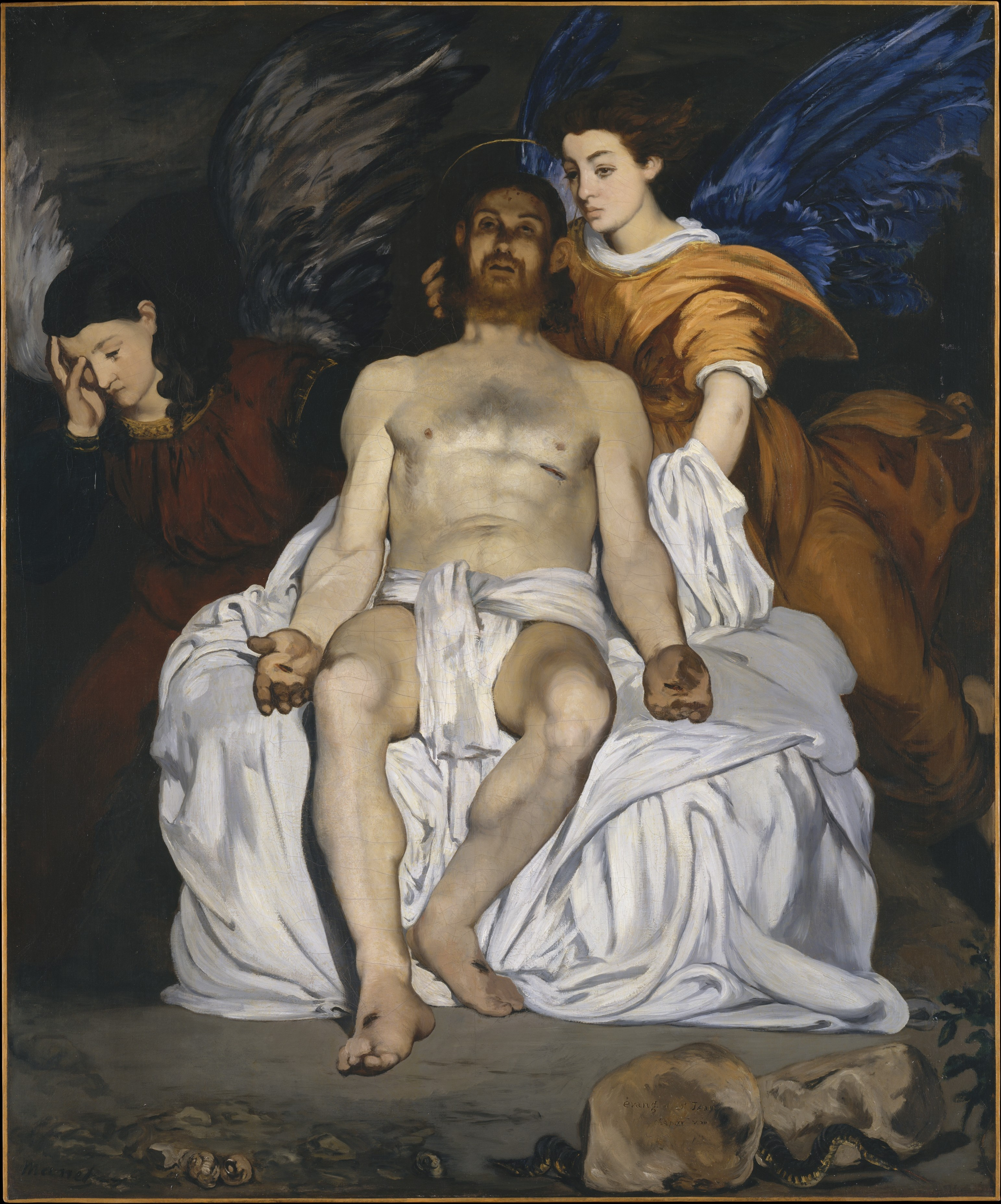
The Dead Christ with Angels, 1864
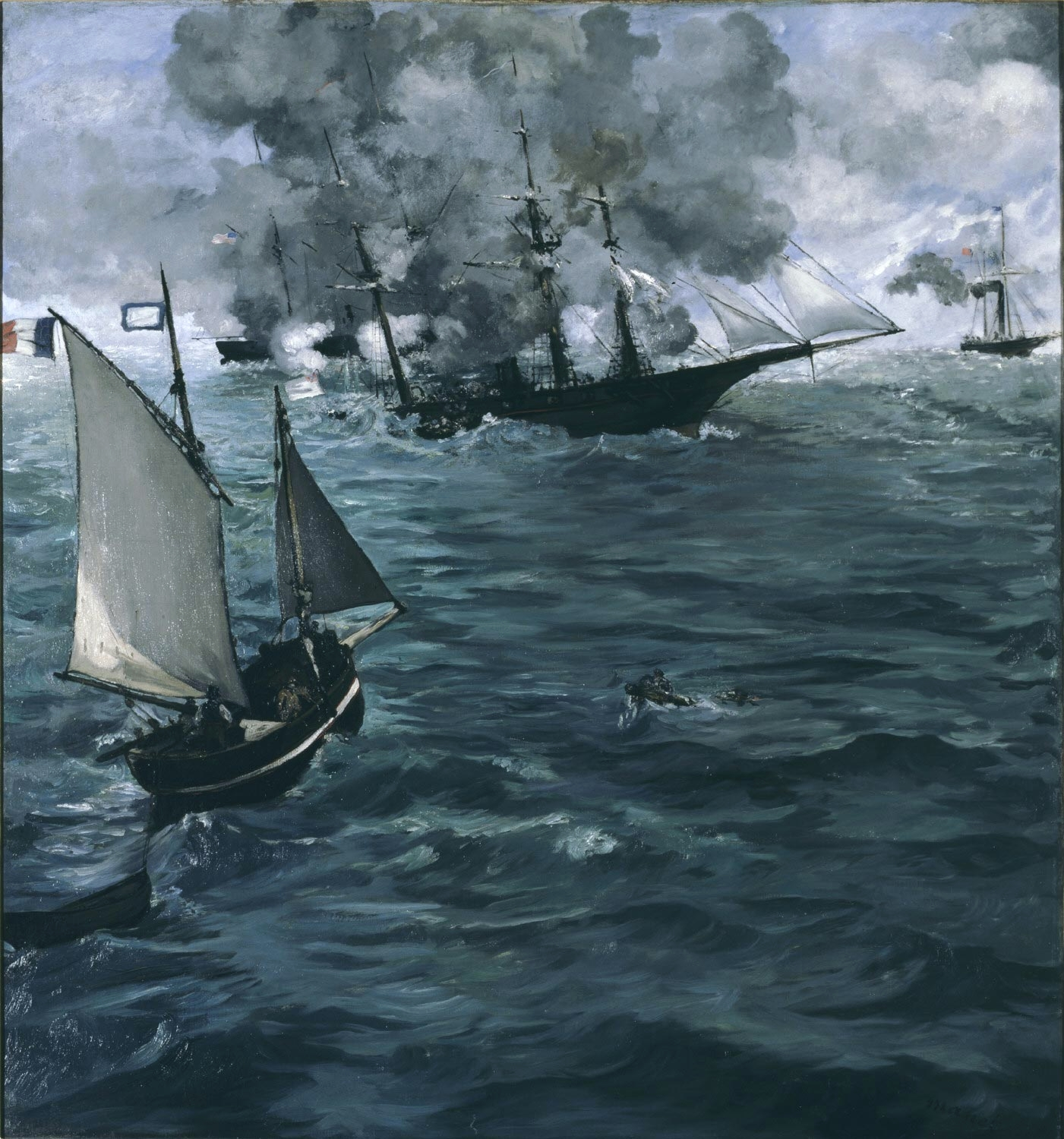
Battle of the Kearsarge and the Alabama, Philadelphia Museum of Art, 1864. Inspired by the Battle of Cherbourg (1864)
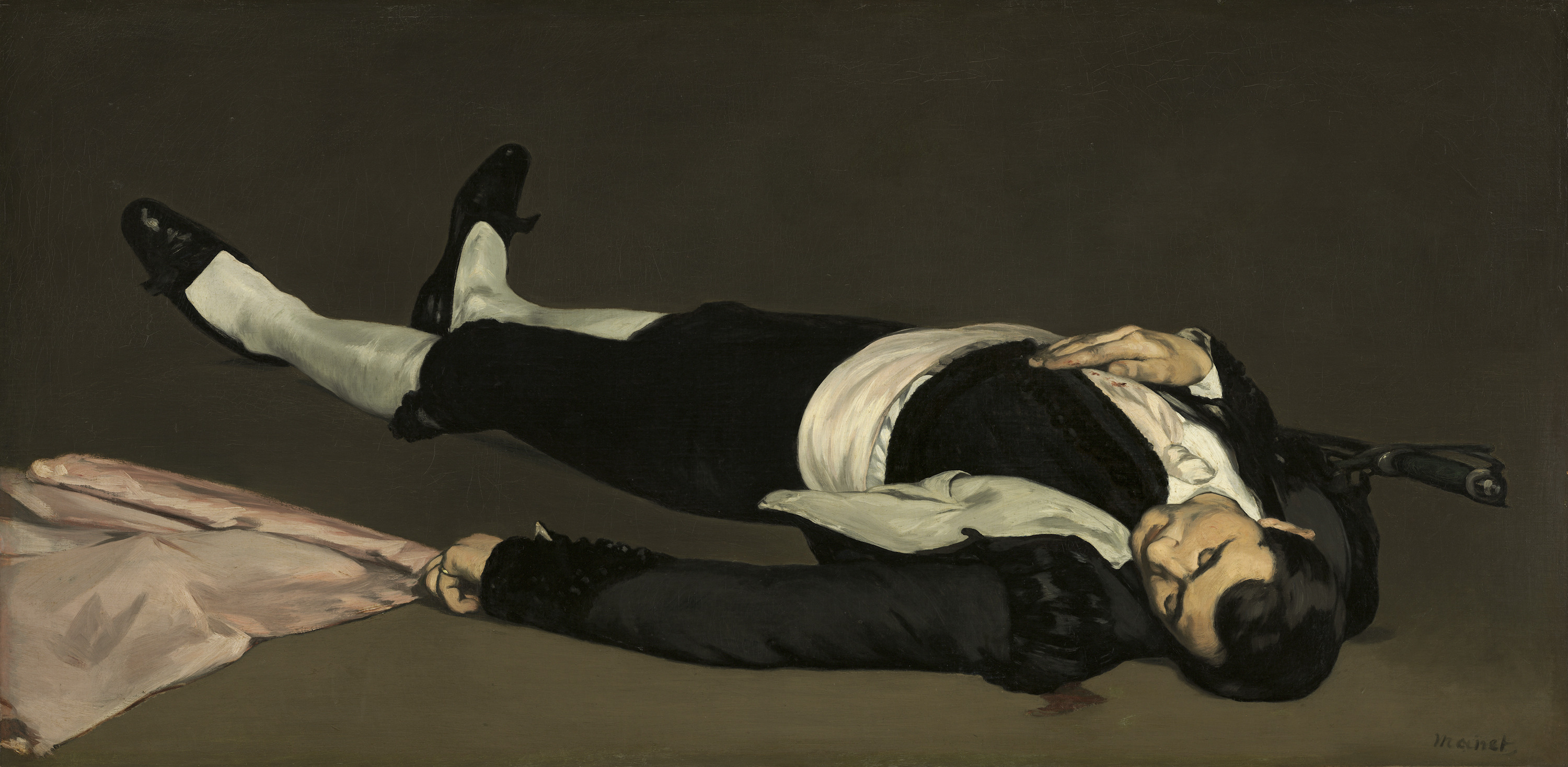
Dead Matador, National Gallery of Art, 1864–1865
The Philosopher, (Beggar with Oysters), Art Institute of Chicago, 1864–1867
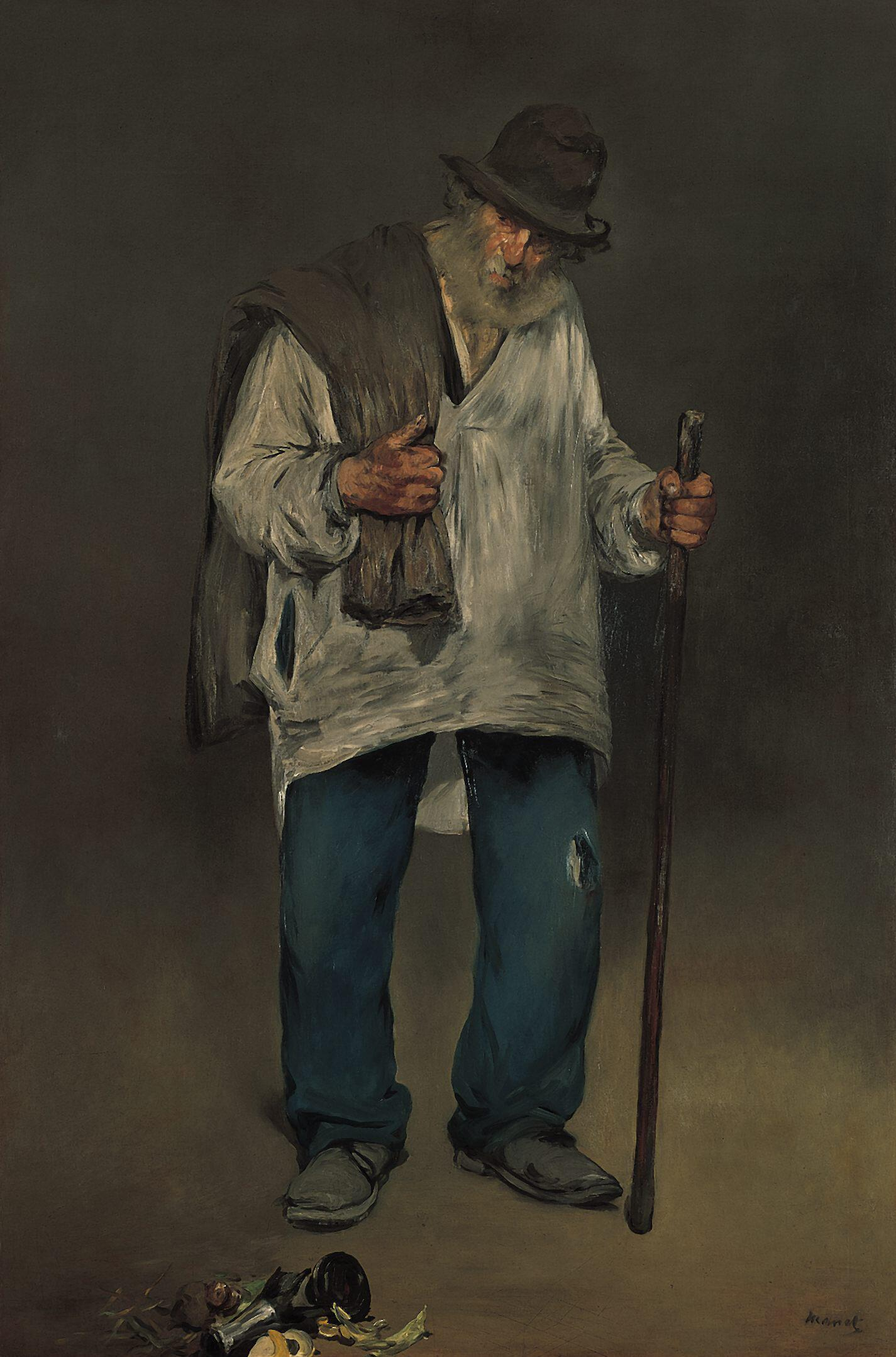
The Ragpicker, Norton Simon Museum, 1865-1870
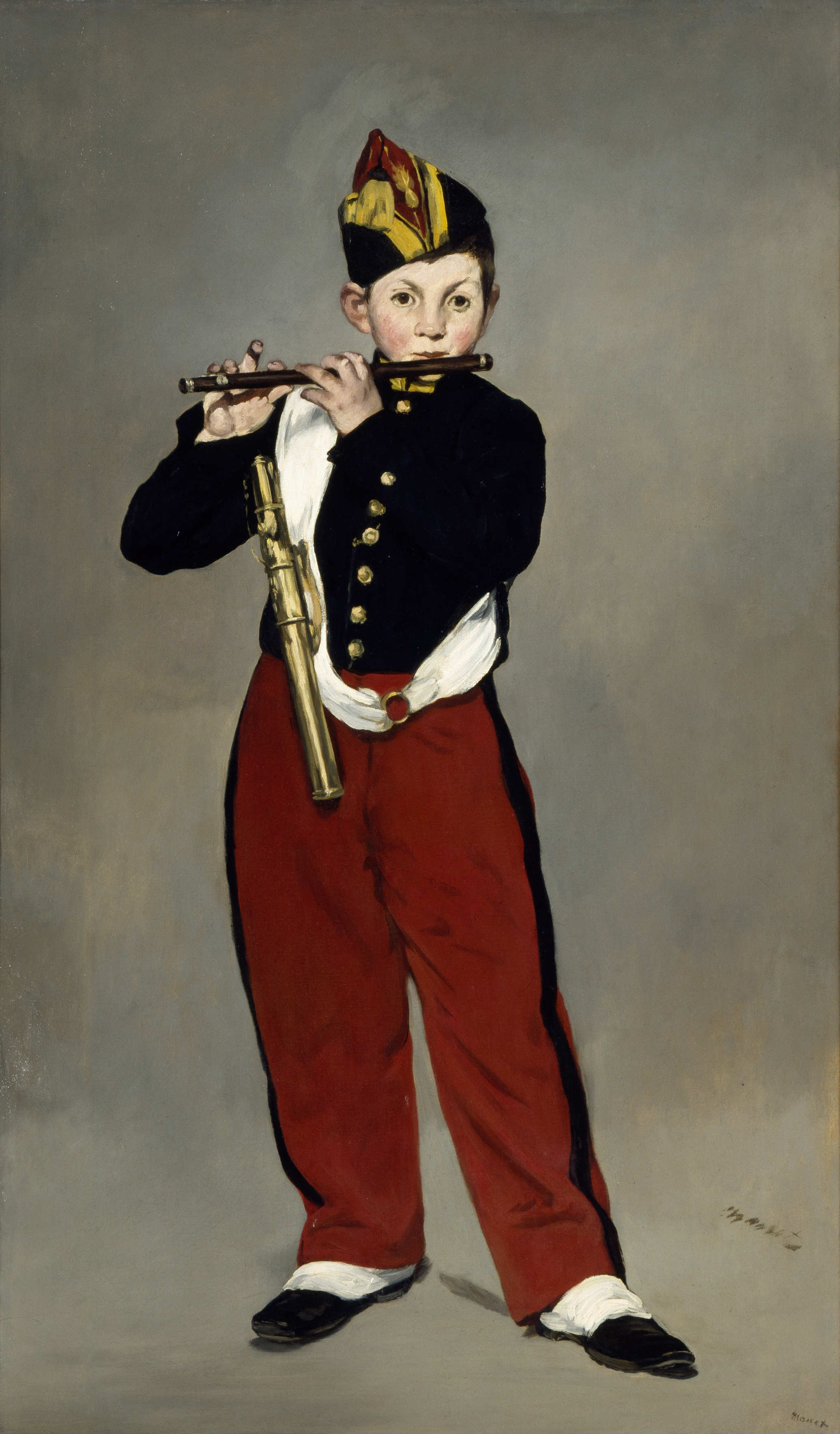
Young Flautist, or The Fifer, Musée d'Orsay, 1866
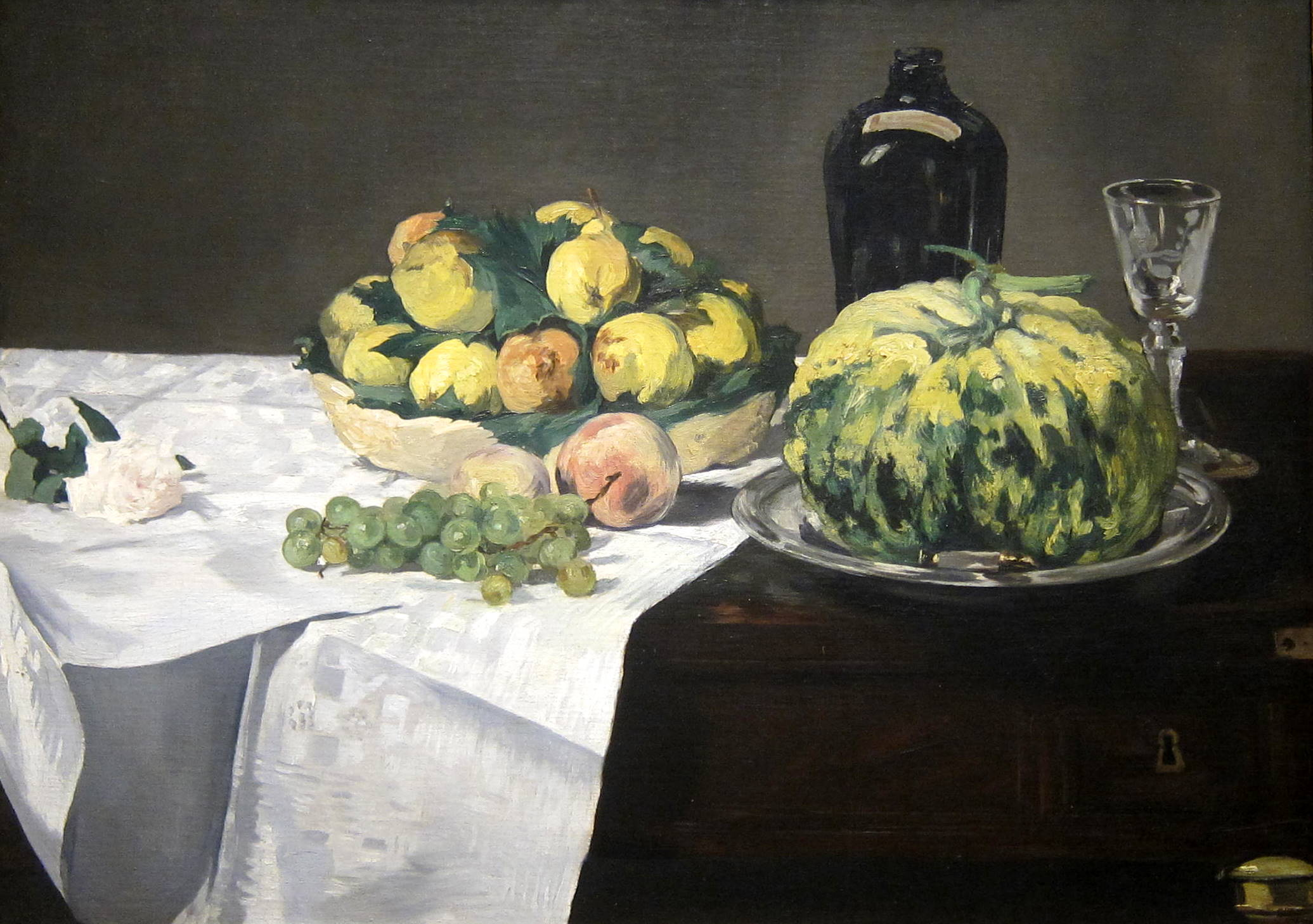
Still Life with Melon and Peaches, National Gallery of Art, 1866
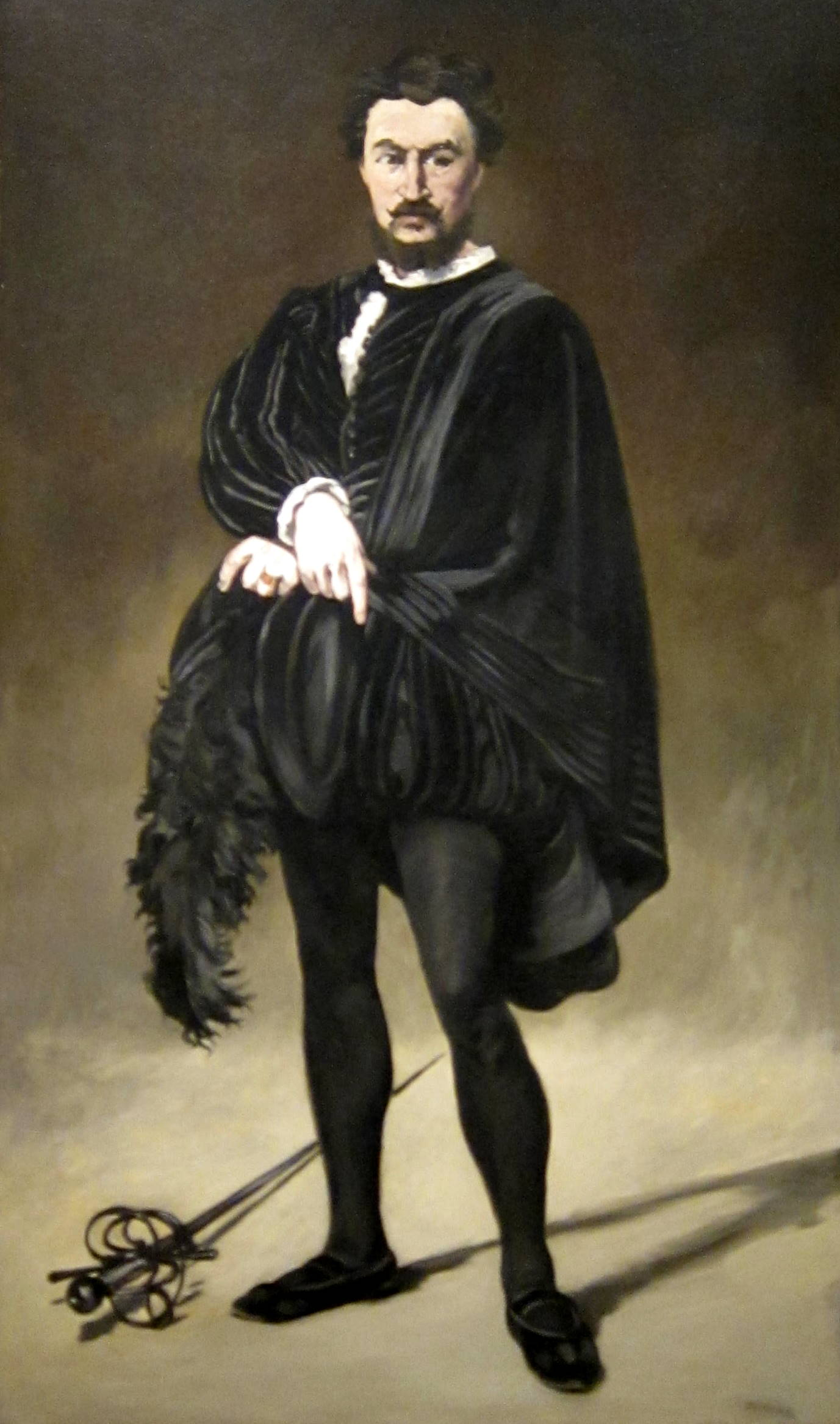
The Tragic Actor (Rouvière as Hamlet), National Gallery of Art, 1866
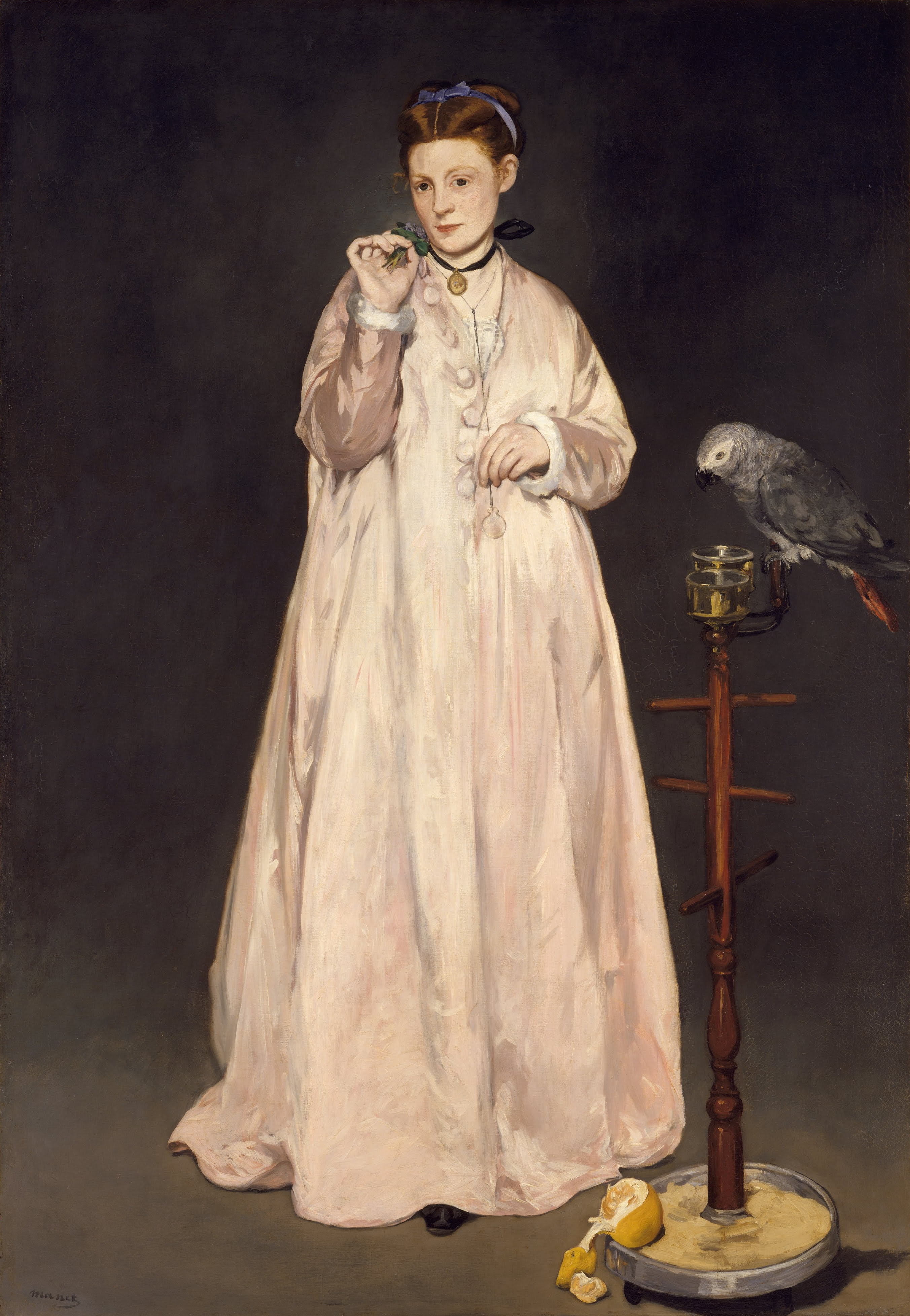
Woman with Parrot, Metropolitan Museum of Art, 1866
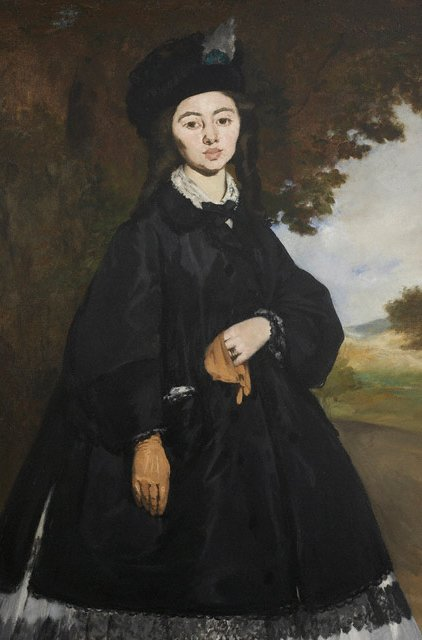
Portrait of Madame Brunet, J. Paul Getty Museum, 1867
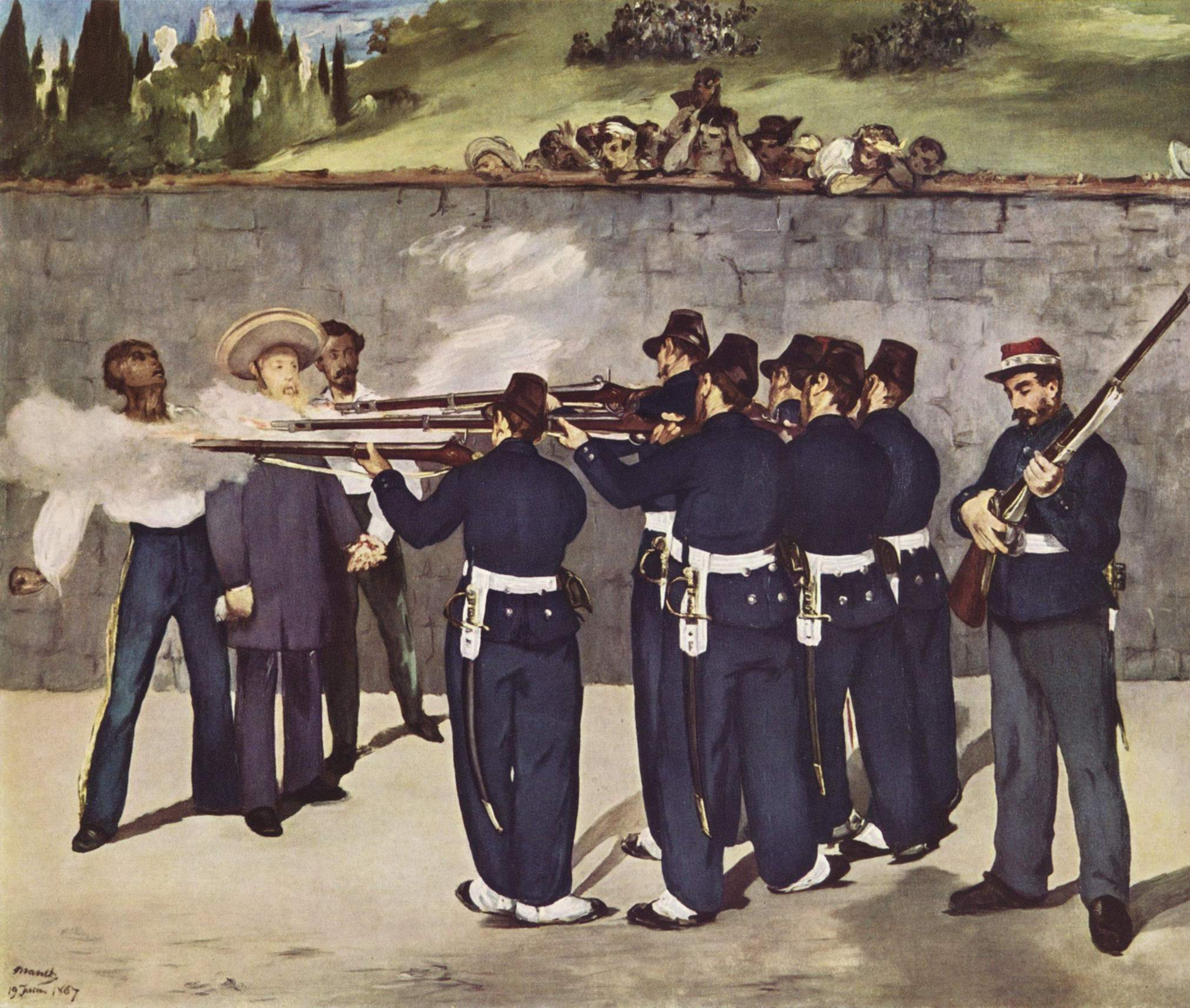
Execution of Emperor Maximilian, 1868
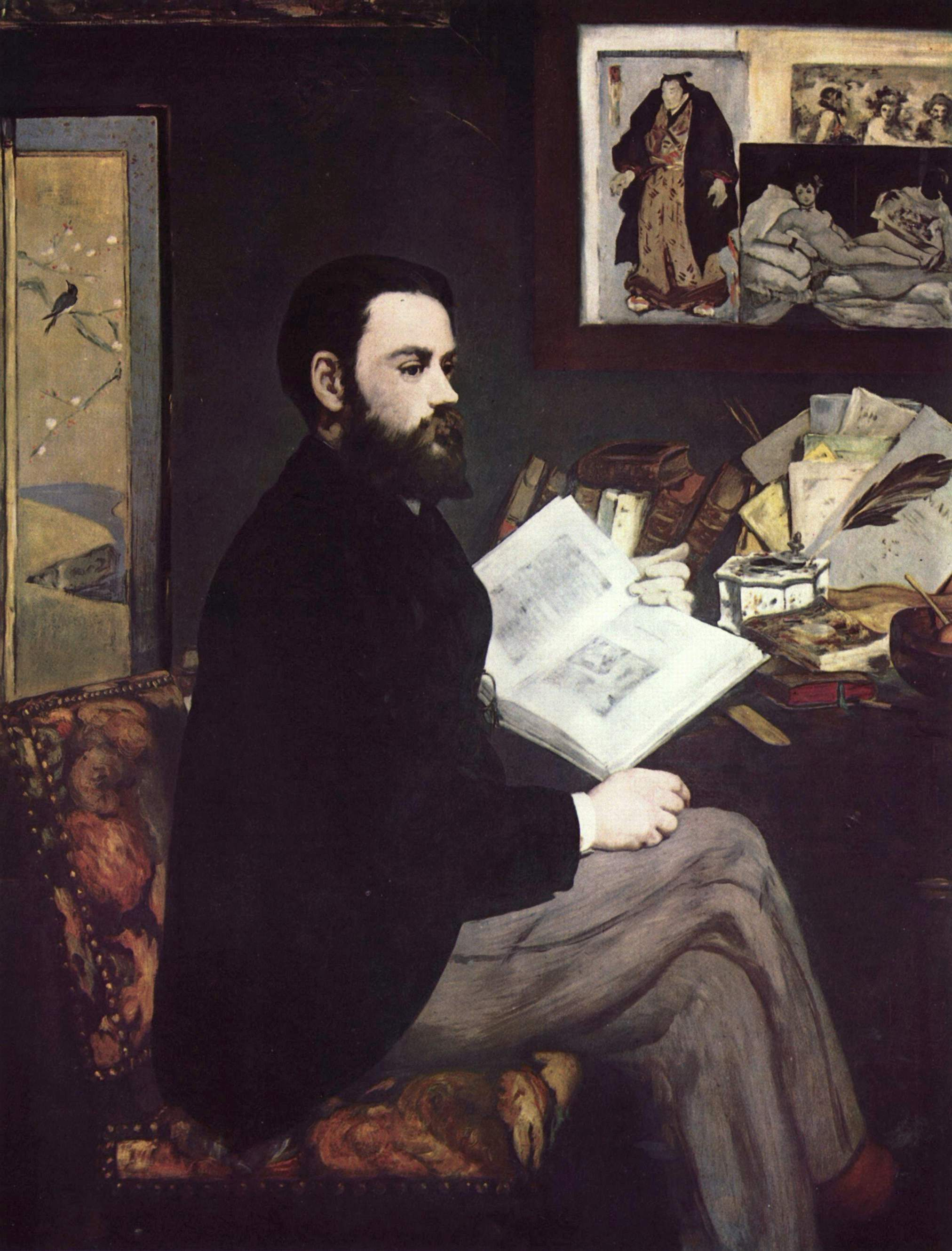
Portrait of Émile Zola, Musée d'Orsay, 1868
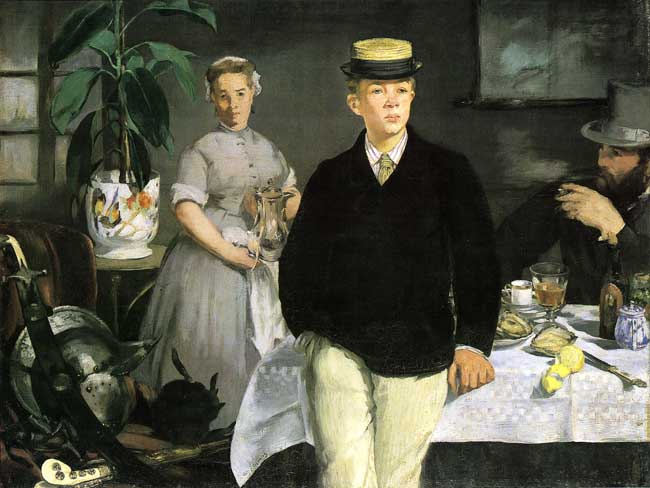
Breakfast in the Studio (the Black Jacket), New Pinakothek, München, Germania, 1868
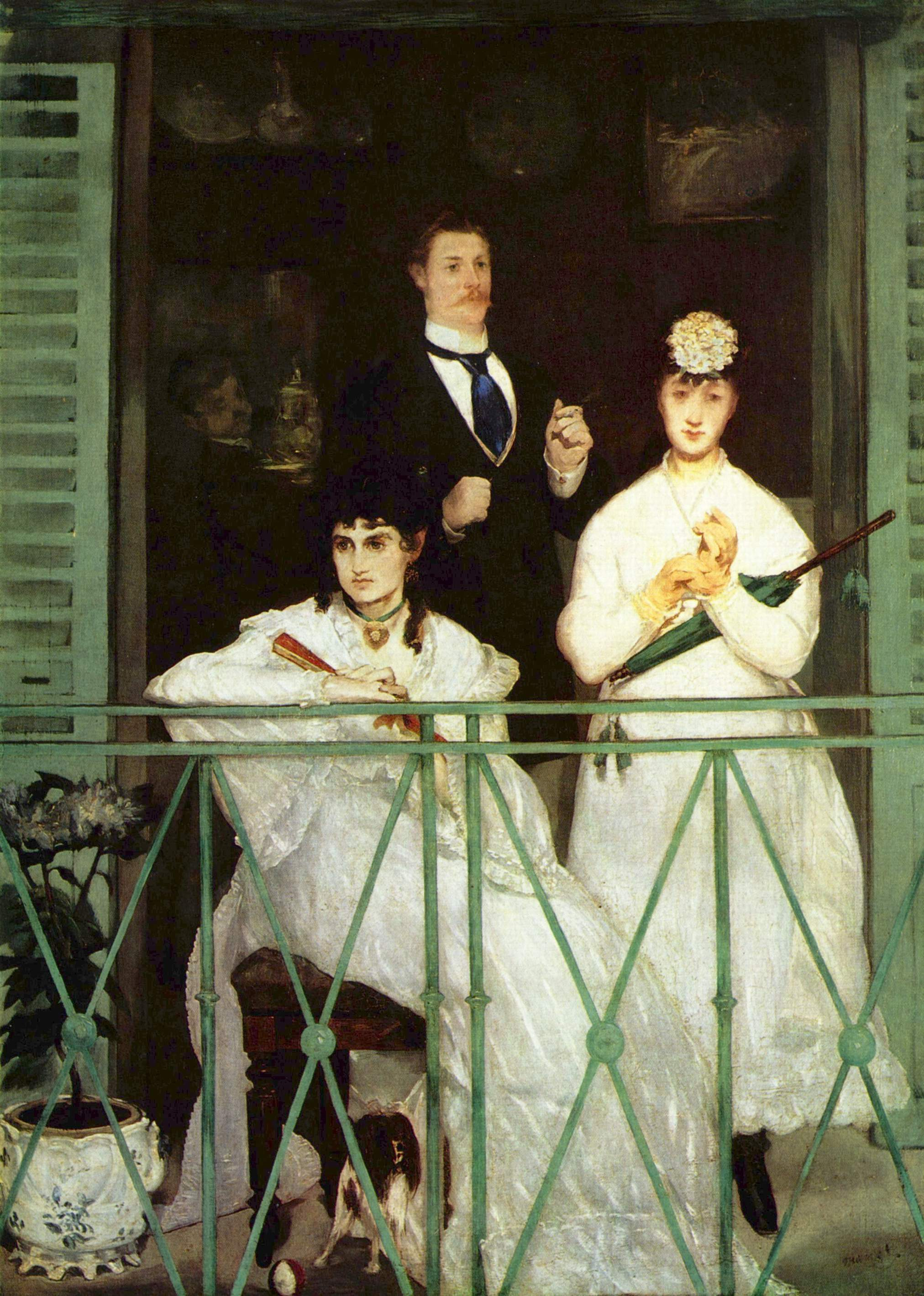
The Balcony, Musée d'Orsay, 1868–1869
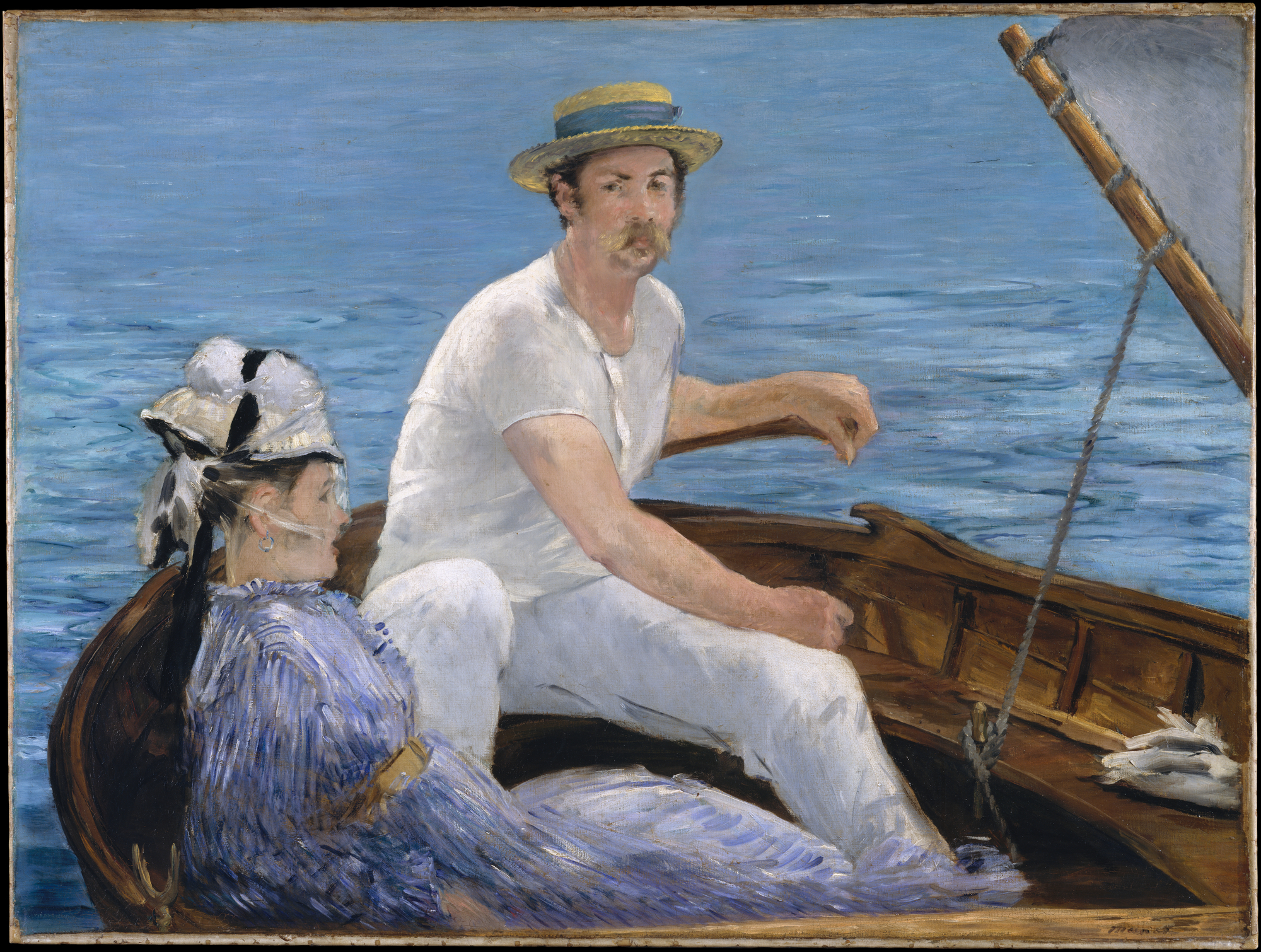
În barcă, Metropolitan Museum of Art, 1874
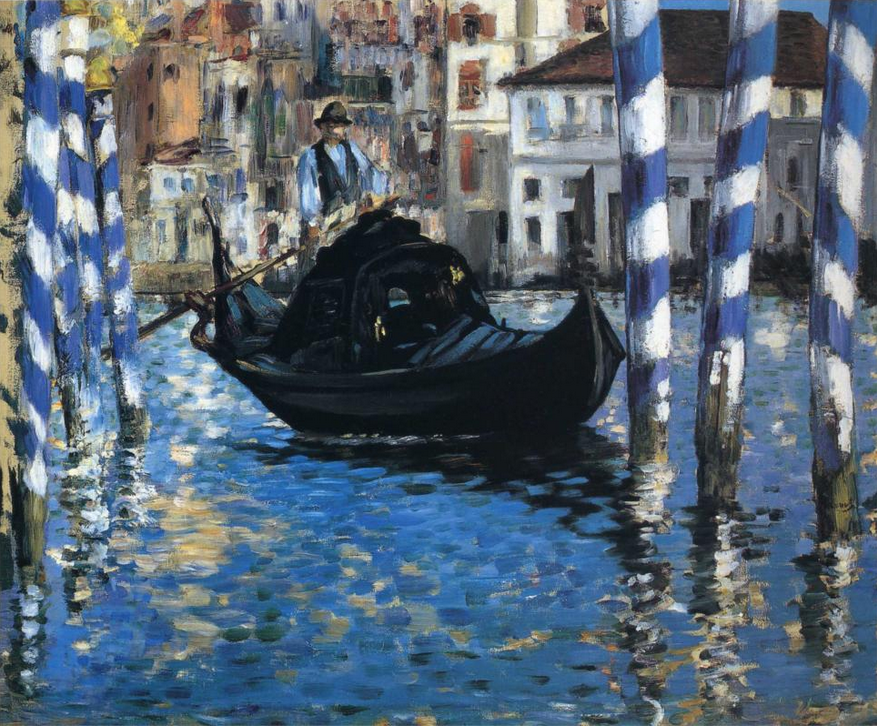
The grand canal of Venice (Blue Venice), Shelburne Museum, 1875
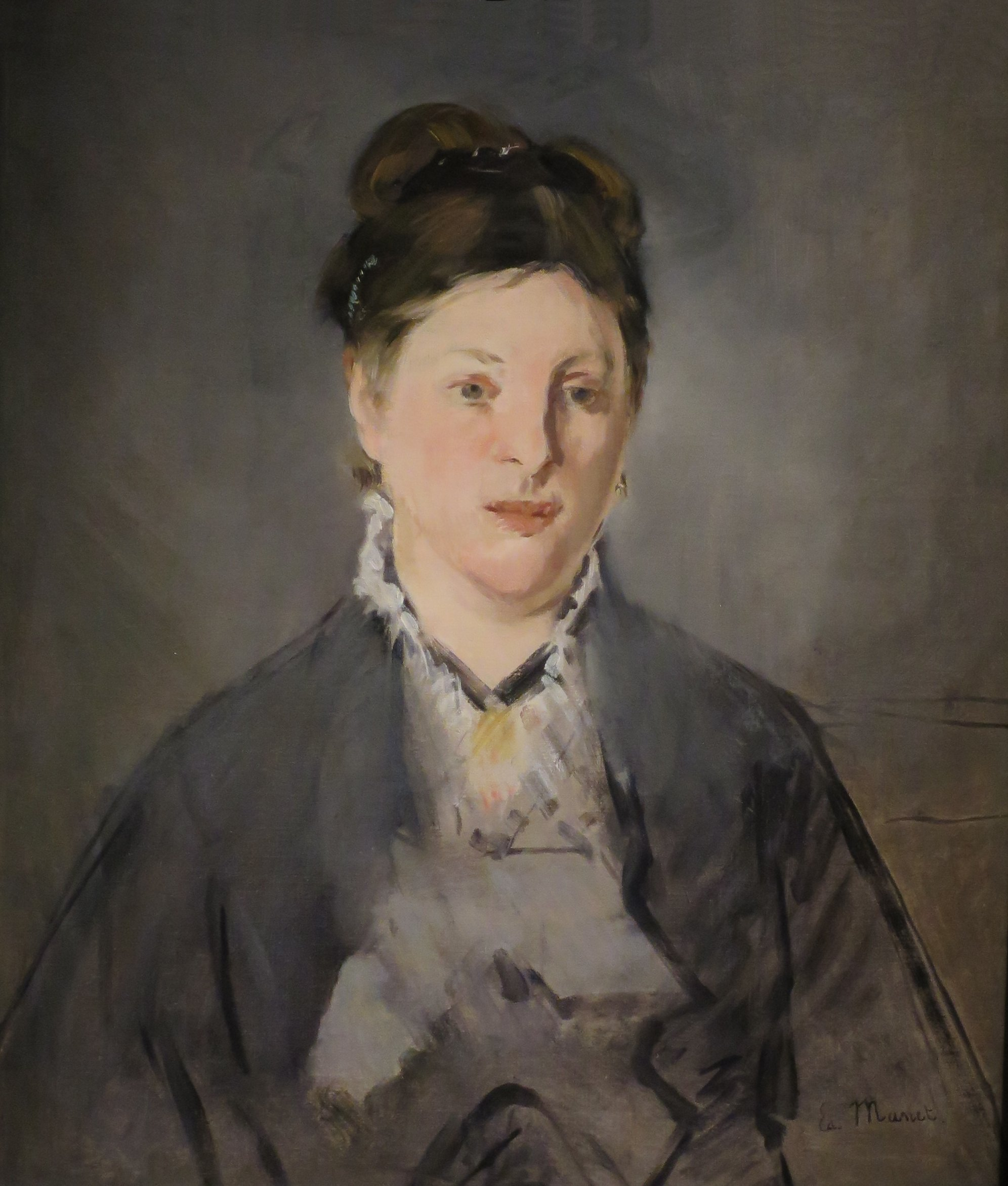
Madame Manet, Norton Simon Museum, 1874-1876
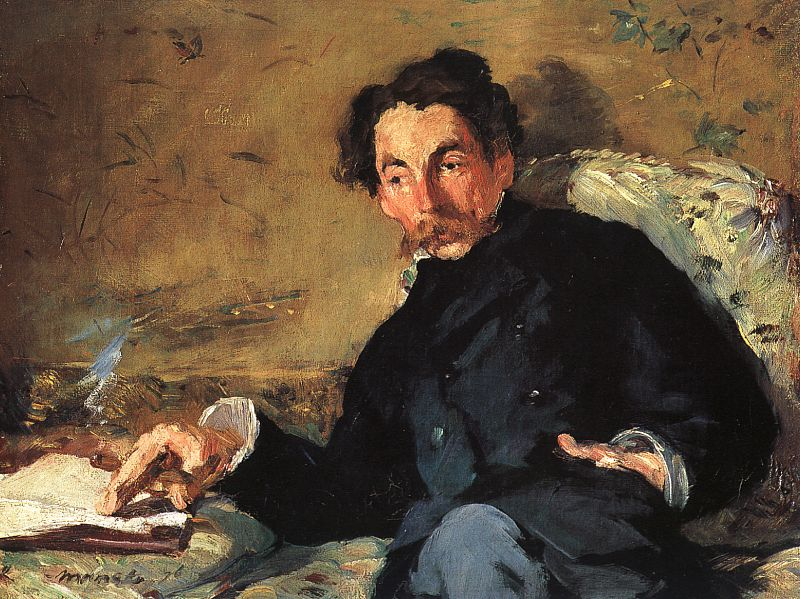
Portrait of Stéphane Mallarmé, Musée d'Orsay, 1876
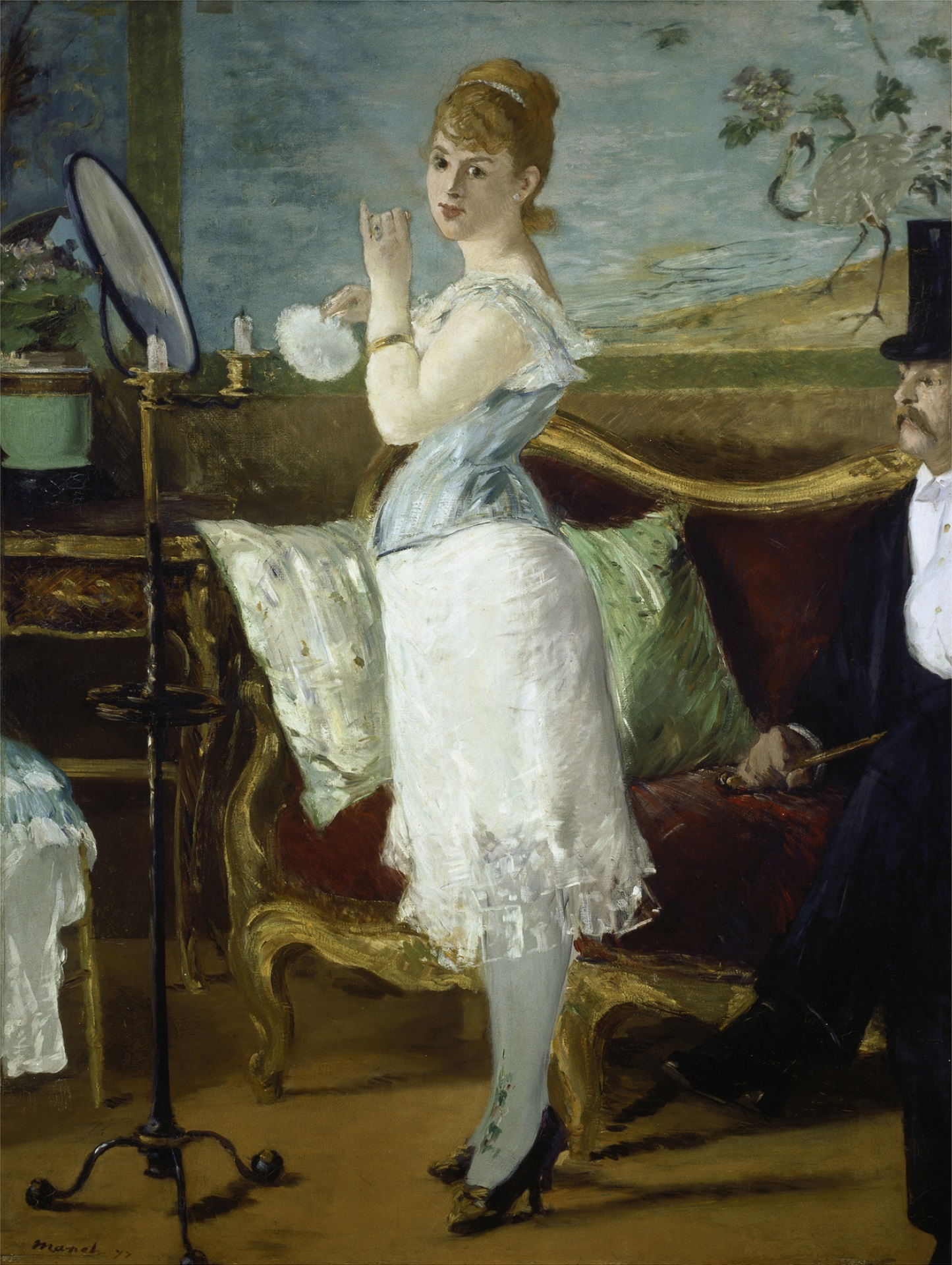
Nana, 1877
The Rue Mosnier with Flags, J. Paul Getty Museum, 1878
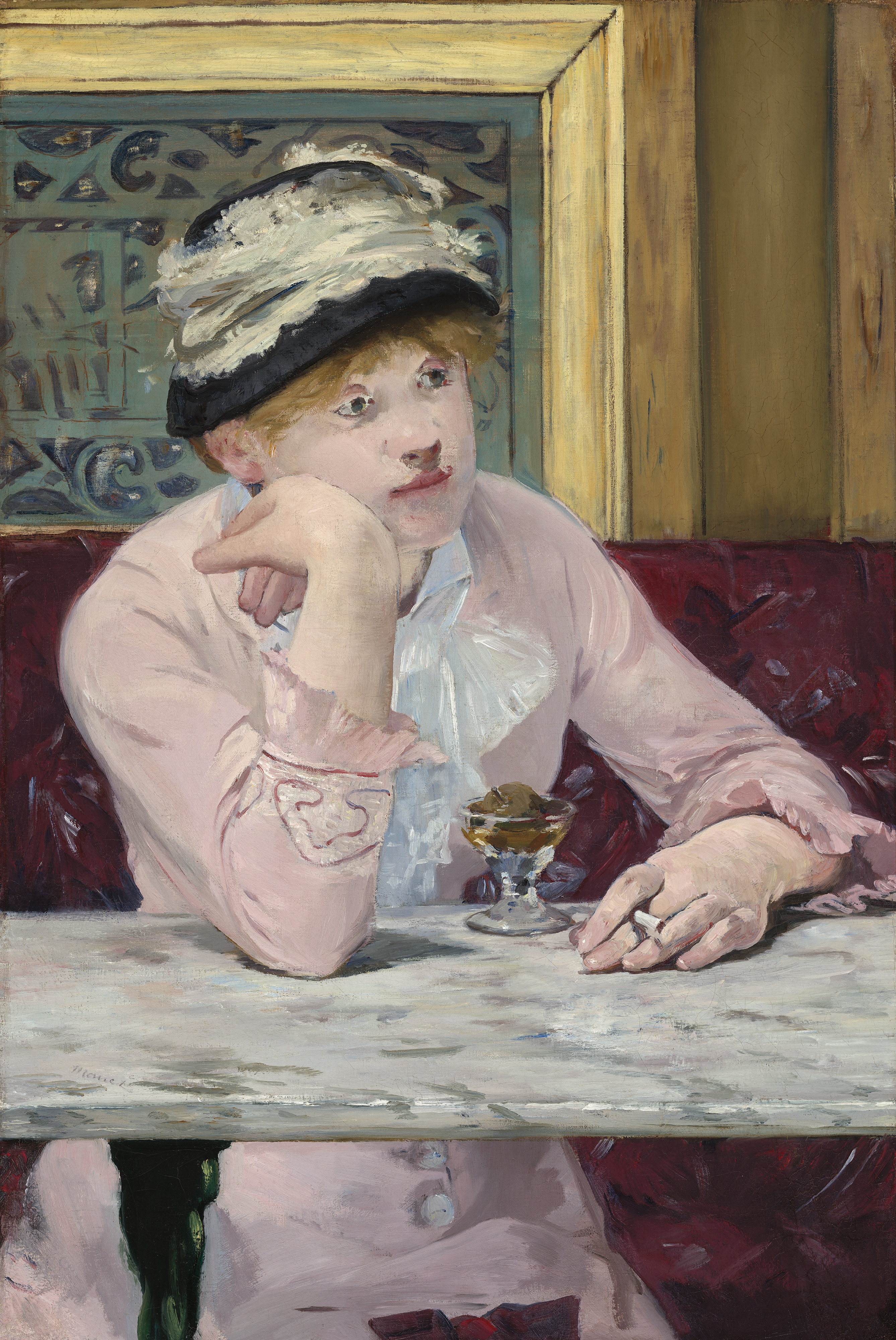
The Plum, National Gallery of Art, 1878
In the Conservatory, National Gallery, Berlin, Germania, 1879
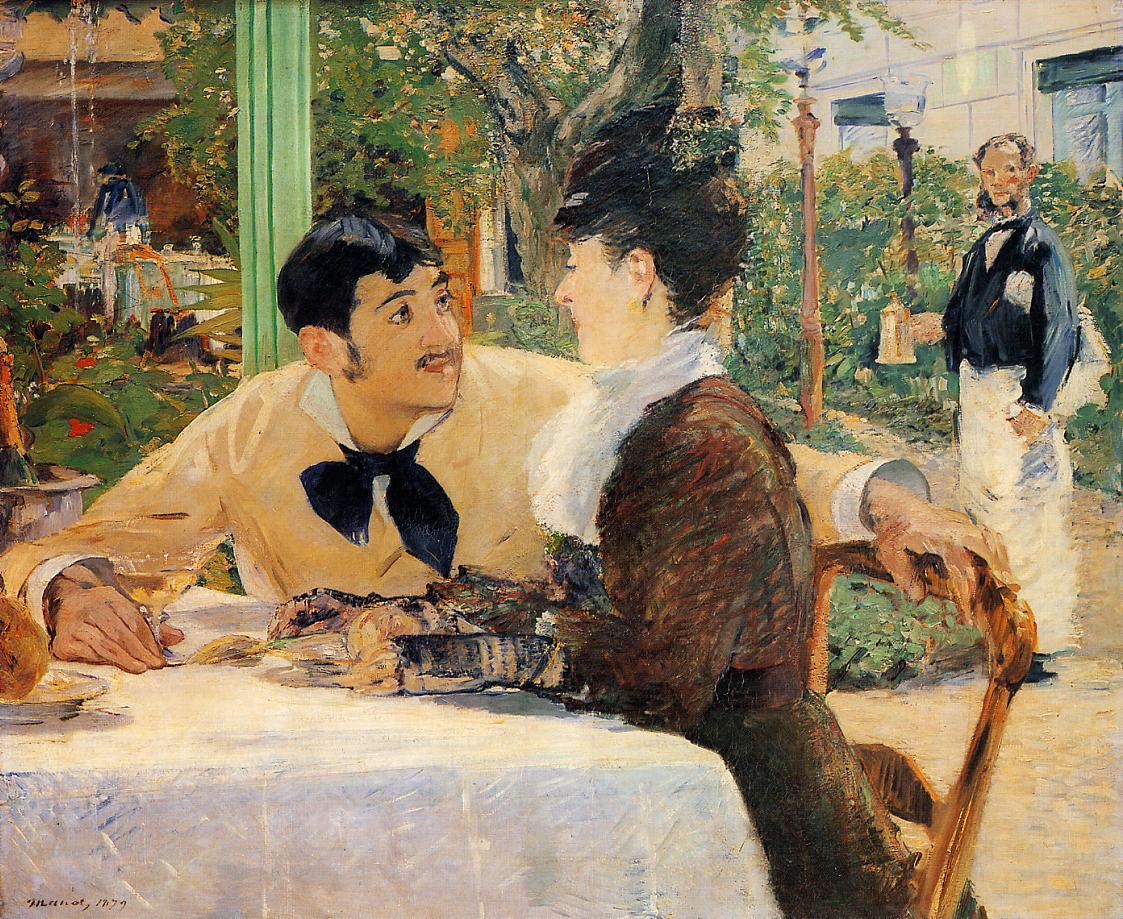
La restaurantul Père Lathuille, 1879, Musée des Beaux-Arts Tournai
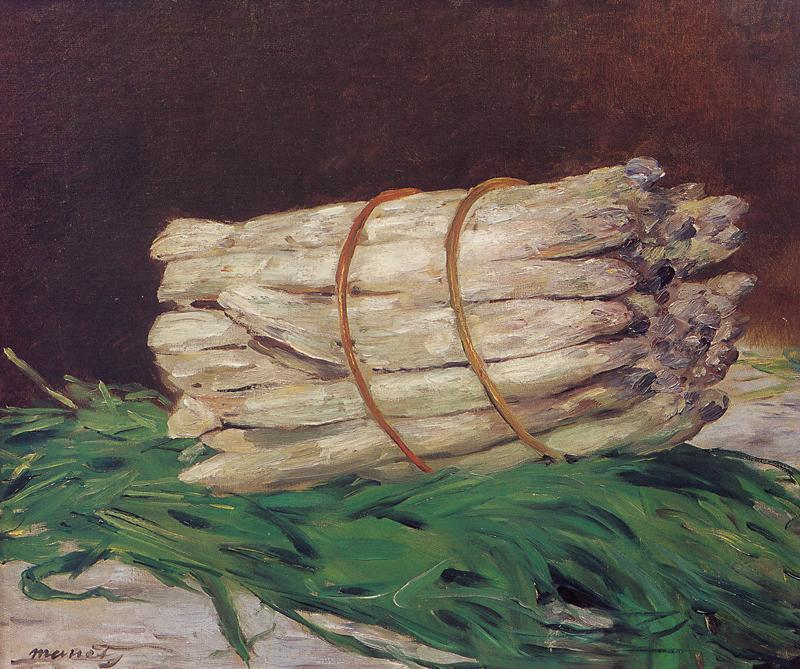
Bunch of Asparagus, 1880, Wallraf-Richartz Museum, Köln, Germania
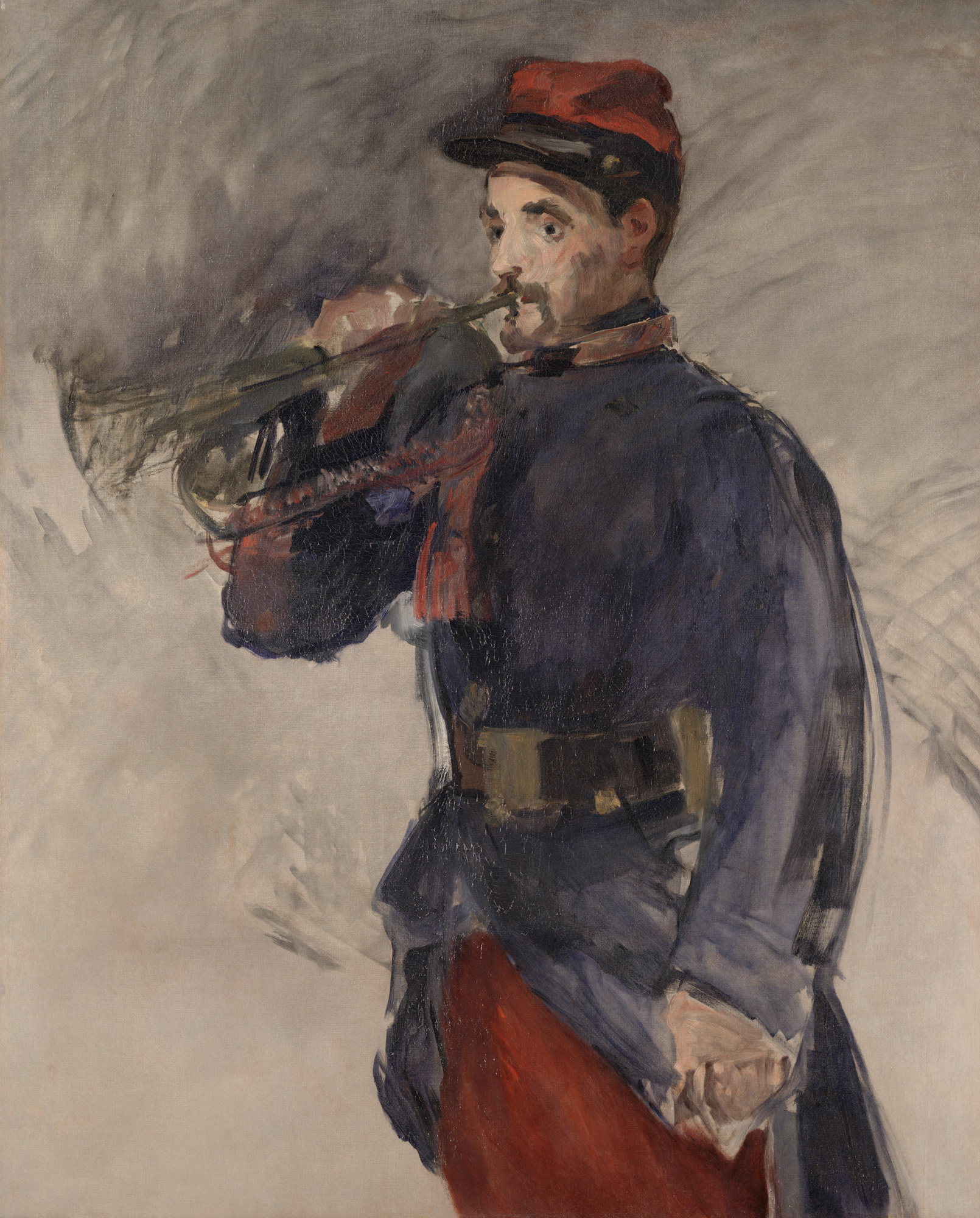
The Bugler, 1882, Dallas Museum of Art
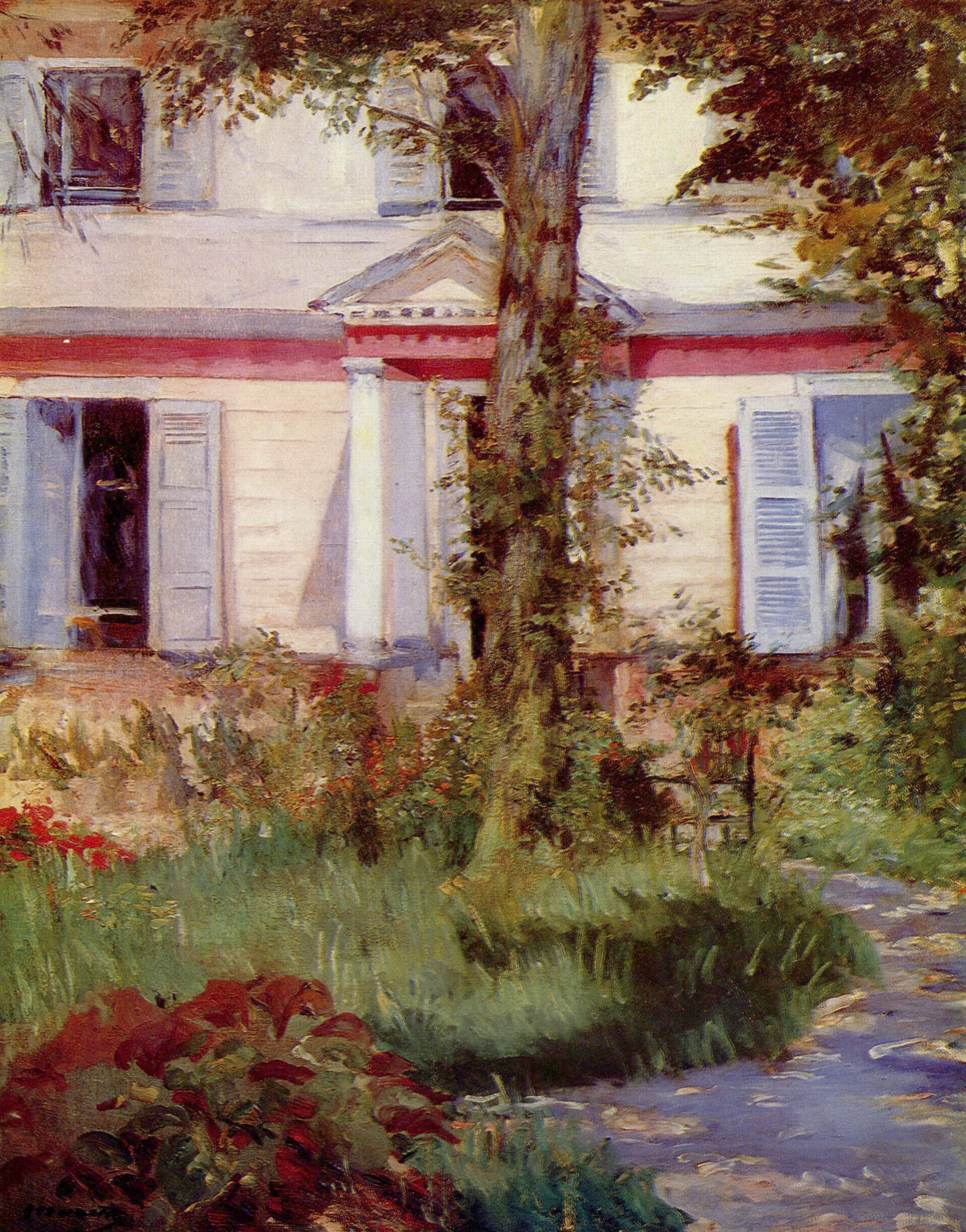
House in Rueil, National Gallery of Victoria, Melbourne, Australia 1882
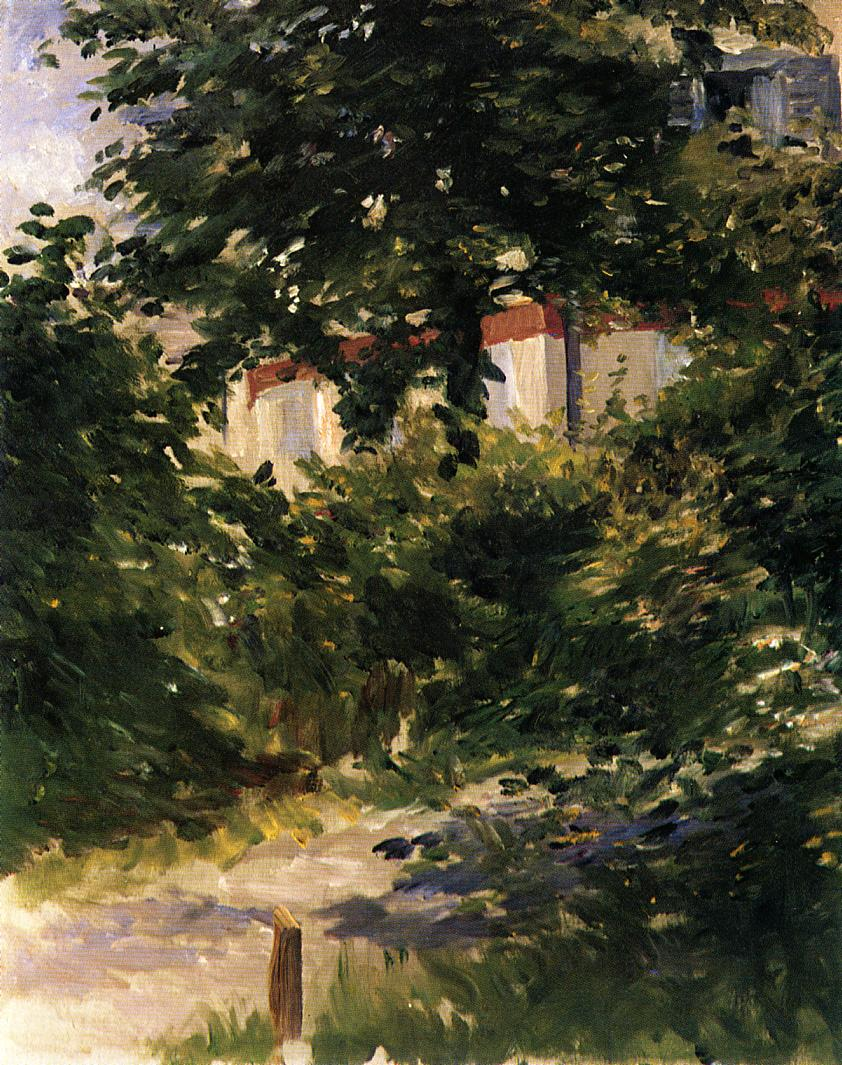
Garden Path in Rueil, Musée des Beaux-Arts de Dijon, 1882
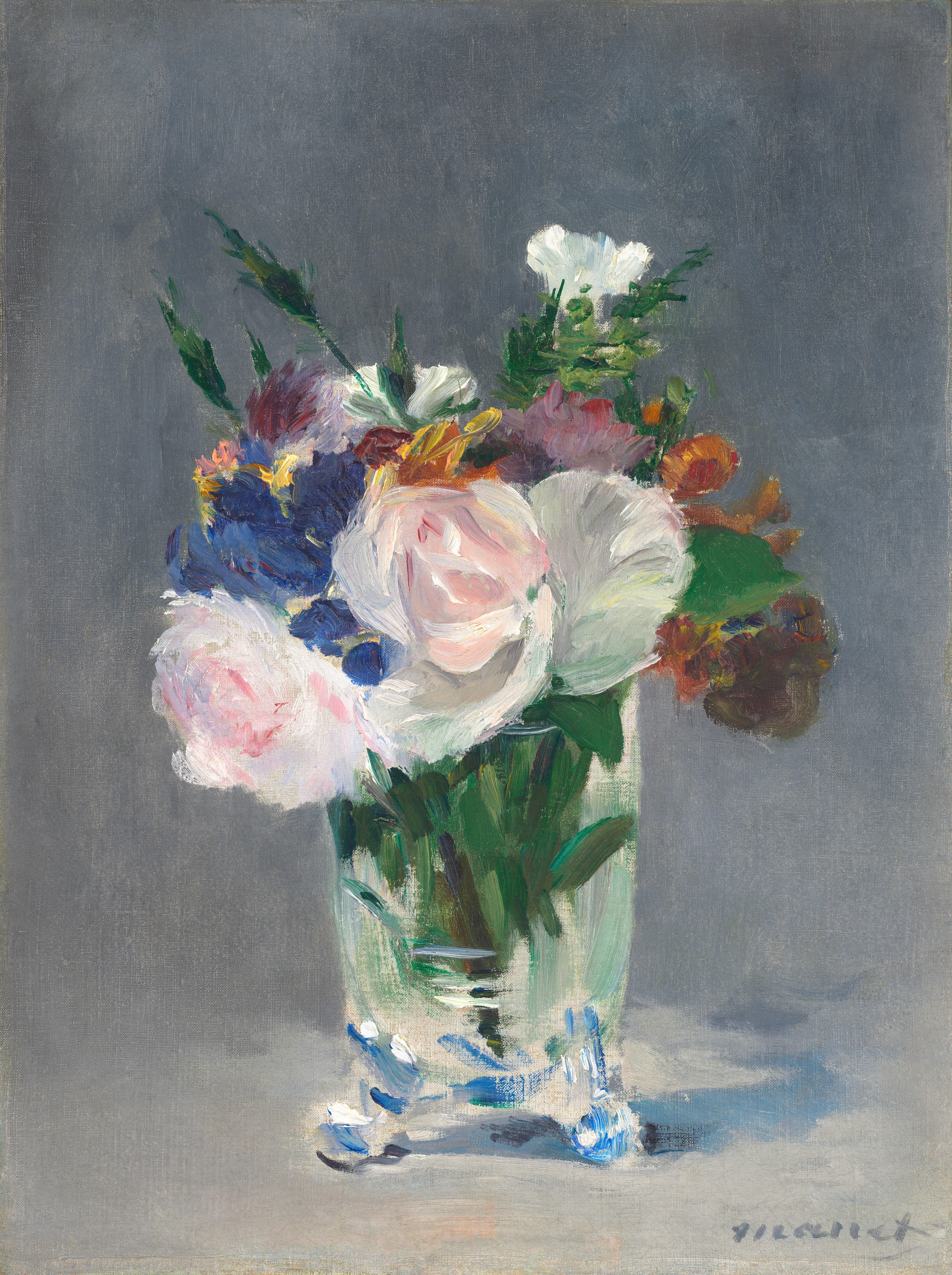
Flowers in a Crystal Vase, National Gallery of Art, 1882
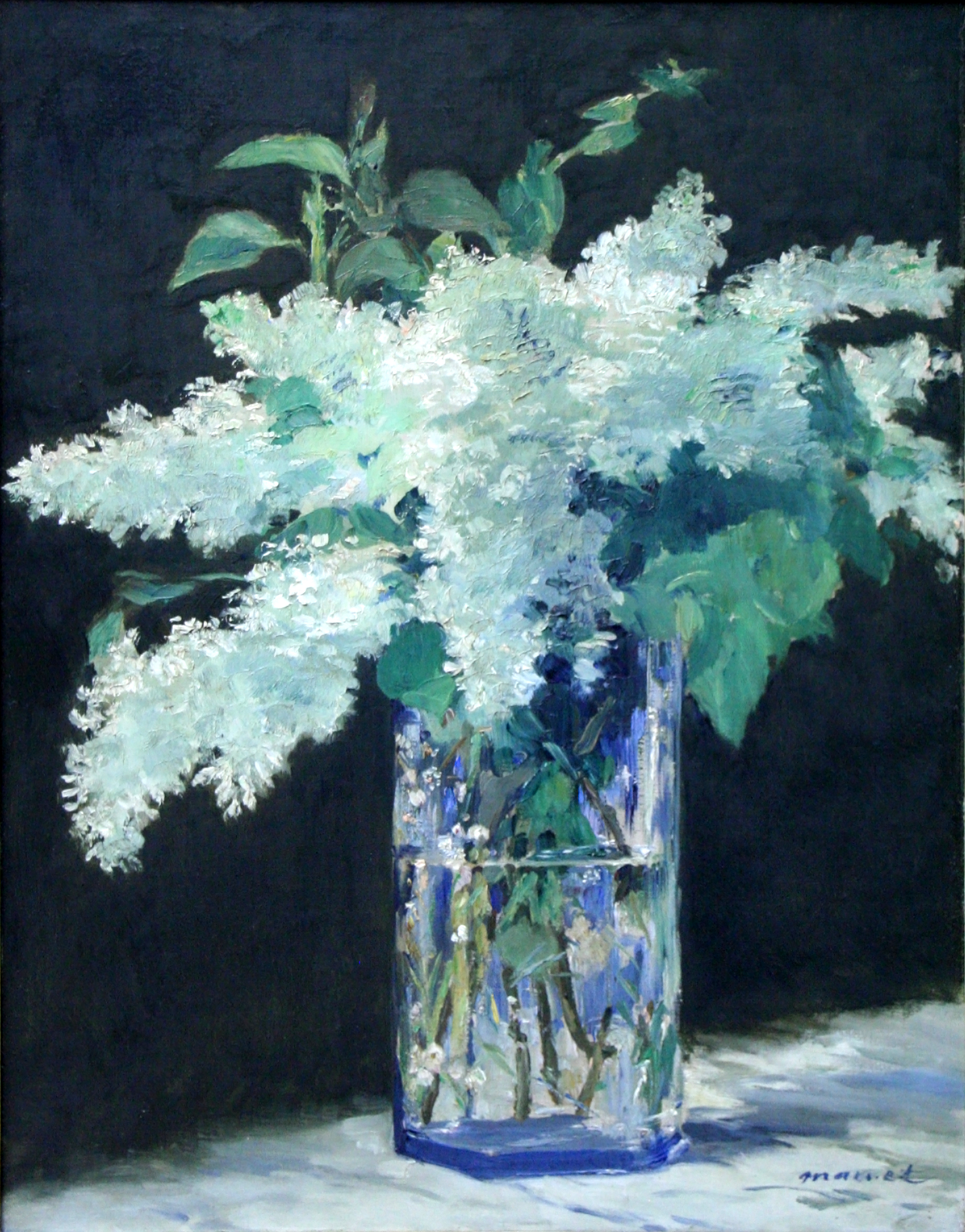
Still Life, Lilac Bouquet, 1883
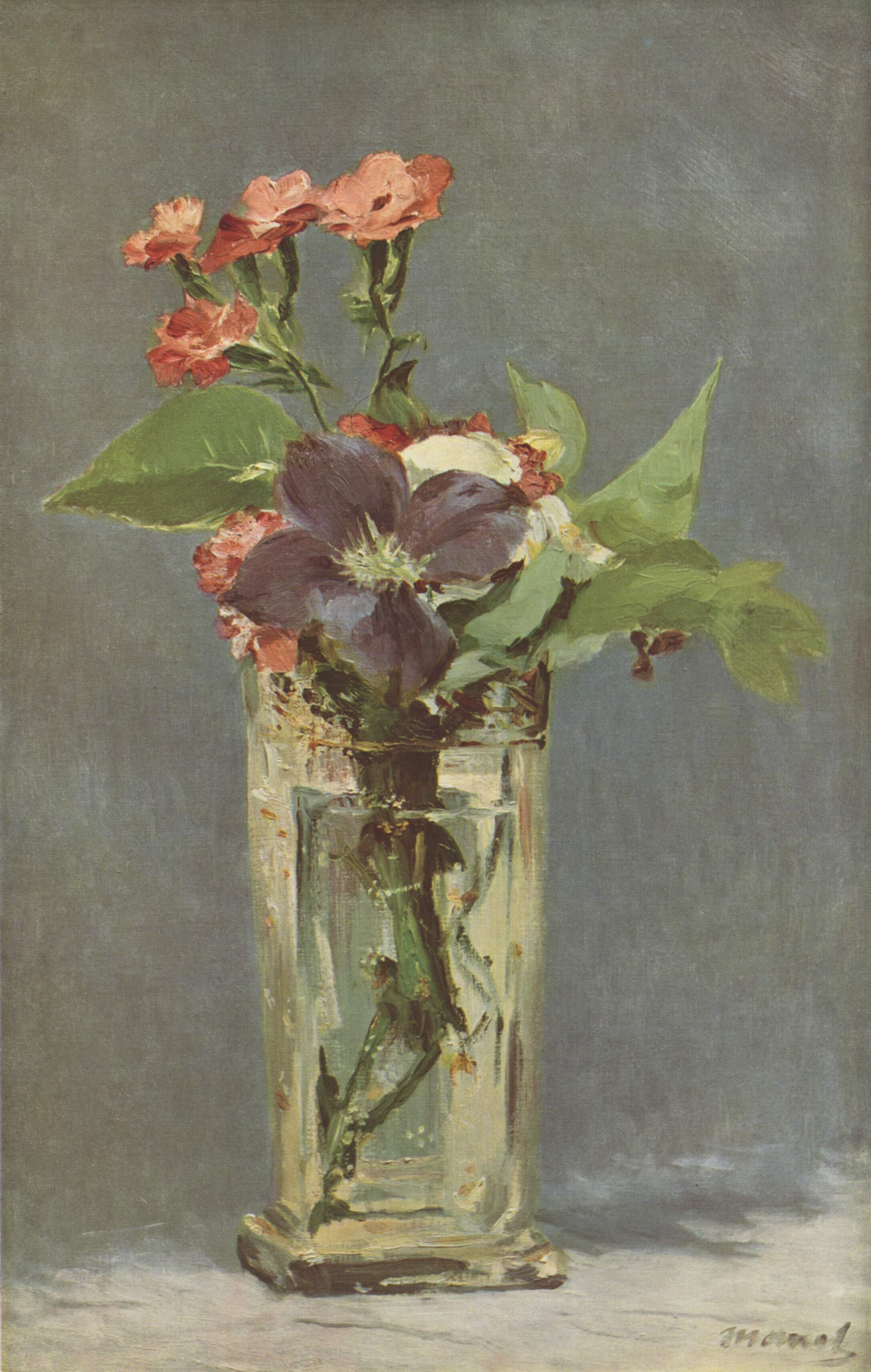
Carnations and Clematis in a Crystal Vase, Musée d'Orsay, 1883

## Citat
- "Sinceritatea, datorită căreia apar operele de artă, dă impresia de revoltă, deși pictorul ar fi vrut doar să-și exprime sentimentele" (Édouard Manet)